# Nicolás II de Rusia
Nicolás II de Rusia o Nikolái Aleksándrovich Románov (en ruso: Николай Александрович Романов; Tsárskoye Seló, 6 de mayojul./ 18 de mayo de 1868greg.-Ekaterimburgo, 17 de julio de 1918), fue el último emperador de Rusia, gobernando desde la muerte de su padre Alejandro III en 1894 hasta su abdicación en 1917 como resultado de la Revolución de Febrero. Durante su reinado el Imperio ruso sufrió un declive político, social y militar, lo que llevó al colapso del régimen imperial. 
La Revolución de Febrero nació como reacción a la política realizada por el zar, su negación a otorgar reformas políticas liberalizadoras y a la participación de Rusia en la Primera Guerra Mundial, que había infligido grandes penurias a la población. 
La Revolución de Febrero de 1917 puso fin a su reinado cuando, intentando volver del cuartel general a la capital, su tren fue detenido en Dno, gobernación de Pskov, y fue obligado a abdicar. El zar y su familia fueron apresados, primero en el Palacio de Alejandro, en Tsárskoye Seló, después en la casa del gobernador de Tobolsk y finalmente en la Casa Ipátiev, en Ekaterimburgo. Nicolás II, junto a su esposa, su hijo, sus cuatro hijas, el médico de la familia imperial, un criado personal, la camarera de la emperatriz y el cocinero de la familia fueron ejecutados en el sótano de la casa por los bolcheviques en la madrugada del 16 al 17 de julio de 1918. Posteriormente, Nicolás II, su mujer y sus hijos fueron canonizados por la Iglesia ortodoxa rusa fuera de Rusia.

## Primeros años y familia

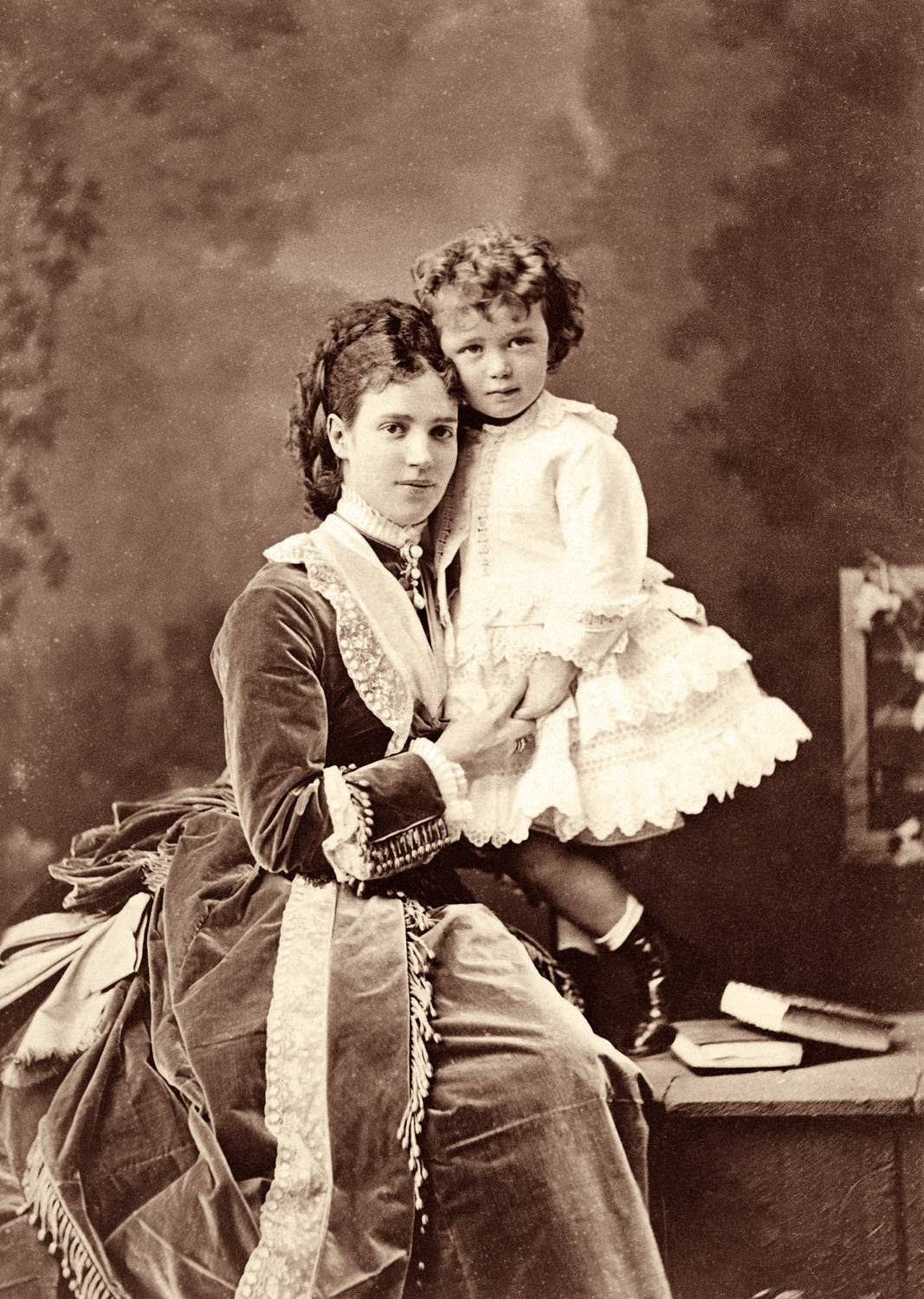
María Fiódorovna con su hijo Nicolás en 1870.

Nicolás era hijo del zar Alejandro III de Rusia y de la zarina María Fiódorovna Románova, nacida princesa Dagmar de Schleswig-Holstein-Sonderburg-Glücksburg y más tarde princesa Dagmar de Dinamarca. Sus abuelos paternos eran el zar Alejandro II y la zarina María de Hesse-Darmstadt. Sus abuelos maternos eran el rey Cristián IX de Dinamarca y la princesa Luisa de Hesse-Kassel. Nicolás tenía tres hermanos menores: Alejandro (1869-1870), Jorge (1871-1899) y Miguel (1878-1918) y dos hermanas menores: Xenia (1875-1960) y Olga (1882-1960). Por parte materna, Nicolás era sobrino de varios monarcas, incluido el rey Jorge I de Grecia, el rey Federico VIII de Dinamarca, la reina consorte Alejandra de Dinamarca y de Thyra de Dinamarca, princesa de Hanóver.
Nicolás se convirtió en zarévich tras el asesinato de su abuelo Alejandro II el 13 de marzo de 1881 y el posterior ascenso al trono de su padre, Alejandro III. Por razones de seguridad, el nuevo zar y su familia se mudaron del palacio de Invierno, en San Petersburgo a su residencia en el palacio de Gátchina, fuera de la ciudad.
Nicolás y sus hermanos tuvieron una educación estricta: dormía en duras camas plegables y sus habitaciones apenas tenían muebles, salvo un icono religioso de la virgen con el niño rodeado de perlas y otras gemas. Su abuela María introdujo costumbres inglesas en la familia Románov: gachas en el desayuno, baños fríos y abundante aire fresco.
El zarévich fue educado por tutores que le enseñaron idiomas (francés, alemán e inglés), geografía, danza y otras materias. El consejero de su padre y su antiguo tutor, Konstantín Pobedonóstsev, enfatizaba mucho la absoluta autocracia del zar. Como muchas personas de su época, escribía un diario donde apuntaba los detalles de su día a día. Sus páginas están llenas de pormenores sin importancia, sobre juegos con sus amigos, la temperatura exterior, las distancias recorridas, entre otros. En mayo de 1890, algunos días antes de cumplir veintidós años, anotó: «Hoy definitivamente ha terminado mi educación». En octubre de ese mismo año, acompañado por su hermano Jorge, viajó por Egipto, la India y Japón. Ese viaje fue organizado por su padre, Alejandro III, para completar la educación formal de Nicolás y darle la oportunidad de experimentar la vida fuera de San Petersburgo y del palacio. Mientras se encontraba en Japón, sobrevivió a un intento de asesinato del cual salió prácticamente ileso. Luego del incidente, se tatuó un dragón en el antebrazo derecho.
Aunque Nicolás participaba en reuniones del Consejo de Estado, sus obligaciones eran limitadas hasta su subida al trono, que no se esperaba tan pronto, pues su padre apenas tenía cuarenta y nueve años. Contrariamente a los deseos de sus padres, Nicolás se casó con la princesa Alix, cuarta hija del gran duque Luis IV de Hesse-Darmstadt y la princesa Alicia del Reino Unido. Sus padres pretendían que se casara con la princesa Elena de Orleans, hija del conde de París, lo que estrecharía las relaciones entre Rusia y Francia, pero desistieron debido a su insistencia.

## Personalidad

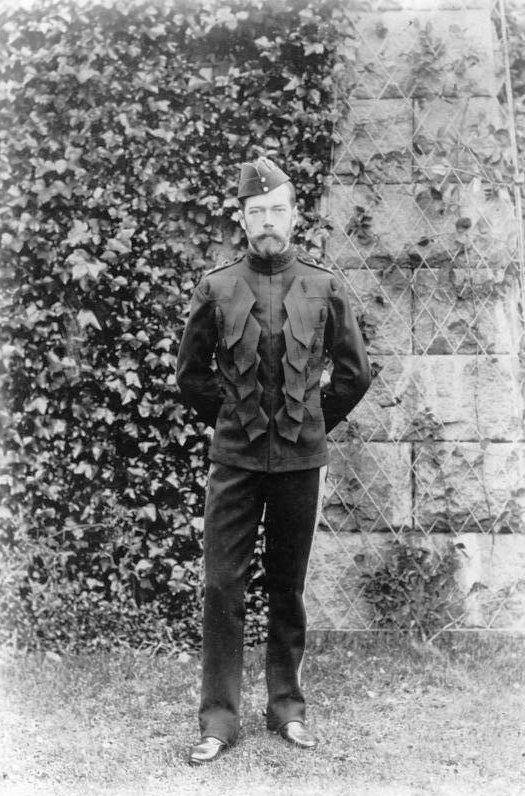
Nicolás en 1890.

Desde temprana edad, el zar Nicolás demostró un carácter tímido, teniendo una mayor inclinación hacia la vida doméstica y con actitudes de un alumno de una escuela inglesa de élite. Bailaba de forma elegante, era un buen tirador, cabalgaba y practicaba deporte. Hablaba con fluidez francés, alemán y su inglés era tan bueno que, se decía, incluso podía engañar a un profesor de la Universidad de Oxford, haciéndose pasar por un inglés. Adoraba la Historia así como la pompa del ejército y la vida de soldado. Su padre le concedió el grado de comandante de un escuadrón de guardias a caballo y acudió a Krásnoie Seló, el gran campo militar a las afueras de San Petersburgo usado por regimientos de la Guardia Imperial para maniobras de verano. Allí, Nicolás participaba por entero en la vida militar y las conversaciones en el comedor y su modestia lo hacía popular entre los oficiales. Ningún título significaba más para él que el de coronel.

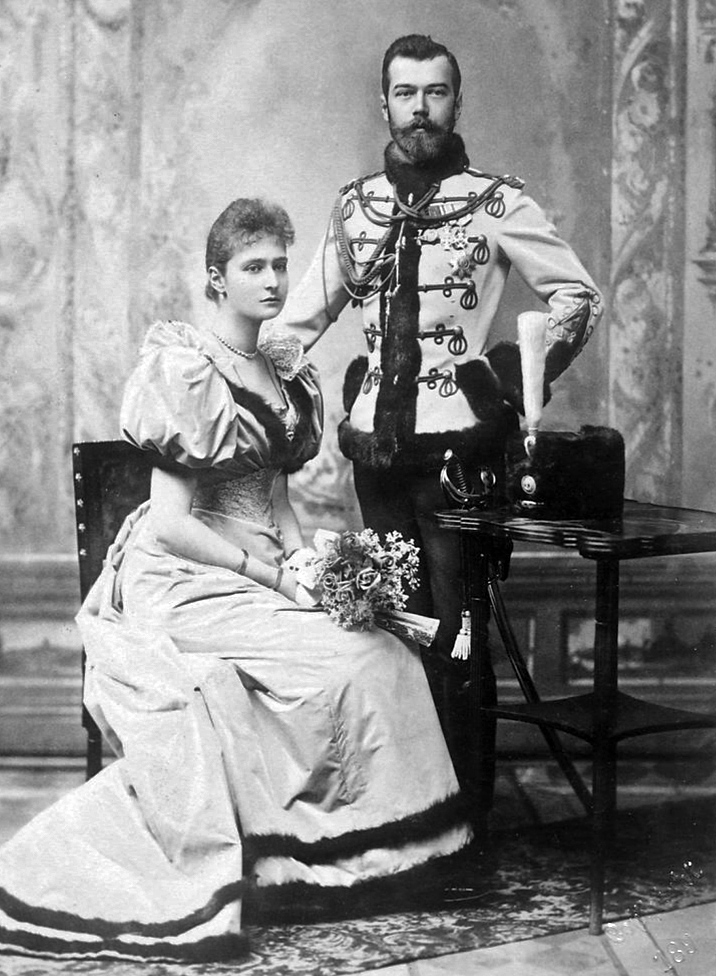
El zarévich Nicolás y la princesa Alix en 1894.

Nicolás II, al momento de asumir el gobierno, no ostentaba la fuerte y enérgica personalidad de su padre, ni la preparación mínima requerida para una Rusia convulsionada, con conflictos latentes y que ocupaba una arista preponderante en el ámbito internacional. Esta situación de falta de dominio en la política acabó por llevar al caos a la Rusia Imperial. 
Una de las causas principales fue que su padre, Alejandro III, que no lo formó a tiempo para tomar el papel de ser el zar, en especial en el tema de las relaciones internacionales y de los asuntos internos, los cuales le fueron introducidos y enseñados mas no profundizados; en efecto, Nicolás II era hasta el momento de la prematura muerte de su padre, una persona poco preparada en temas gubernamentales. Tal es así que él mismo al momento de asumir el cargo manifestó a una persona de confianza que:

No estoy preparado para ser zar, nunca quise serlo. No sé nada del arte de gobernar, ni siquiera sé la forma en que debo hablar a los ministros...
Citado en Figes (2017, p. 101) 

El zar Nicolás II era de naturaleza gentil y abstraída, en que trataba de no vislumbrar sus ideas; inteligente, honrado y meticuloso, esencialmente tímido, romántico e idealista y con un carácter pacífico. Gustaba de las obras de teatro, del ambiente grato familiar, de la música, las marchas militares, de los deportes náuticos y de navegar en el yate imperial Standart.

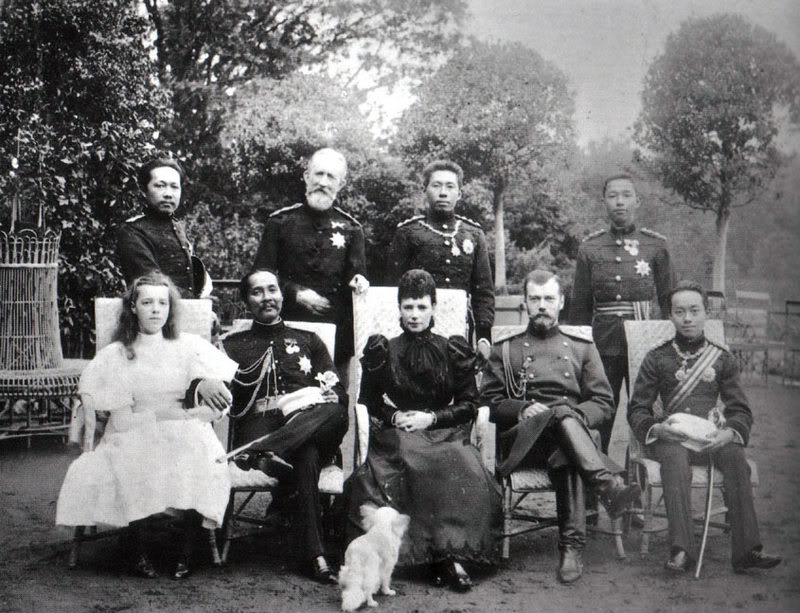
Nicolás II, su madre, la emperatriz viuda María Fiódorovna Románova en el Palacio de Alejandro siendo visitado por el rey de Siam, Chulalongkorn, y su familia. 1897

Gustaba de la disciplina y vida militar, era muy creyente, trabajador y responsable en extremo y llevaba una rutina de vida invariable. Le era difícil socializar, y a veces solía ser tachado de soberbio, sin serlo. Su formalidad y amabilidad circunspecta era más bien una barrera para quienes lo conocían y tuvo muy pocos amigos personales. Como padre y esposo, Nicolás II era un ejemplo a seguir.[cita requerida]
Fue muy manipulado por sus tíos y más adelante por su primo, el káiser Guillermo II, quienes se aprovecharon del nuevo e inmaduro gobernante para sacar partido en favor de sus conveniencias. Incapaz de enfrentarse abiertamente a sus ministros o de discrepar cara a cara con algún contrario de opinión, prefería hacer uso de la sutil caballerosidad para darse a entender cuando algo le desagradaba.[cita requerida]
Debido al aislamiento y al sentido de la autocracia, una pobre asesoría de parte del Ministerio del Interior en labores de Inteligencia y la falta de contacto con su pueblo, fue incapaz de comprender la realidad sociopolítica que atravesaba su vasto imperio y no vio las amenazas radicales del bolchevismo que se cernían sobre su dinastía y gobierno. Incluso, cuando en vísperas de la Revolución de Febrero, el 10 de febrero de 1917 durante su última audiencia con el zar, el presidente de la Duma Imperial de Rusia Mijaíl Rodzianko le advirtió de la eminencia de una revolución en el país.
Si bien se puede cuestionar su personalidad como dirigente de una nación, como padre era un modelo de excepción para sus hijos y un entregado esposo para la emperatriz Alejandra, a quien amaba profundamente, como se constata en su diario escrito durante el cautiverio de la familia imperial.

## Ascenso al trono

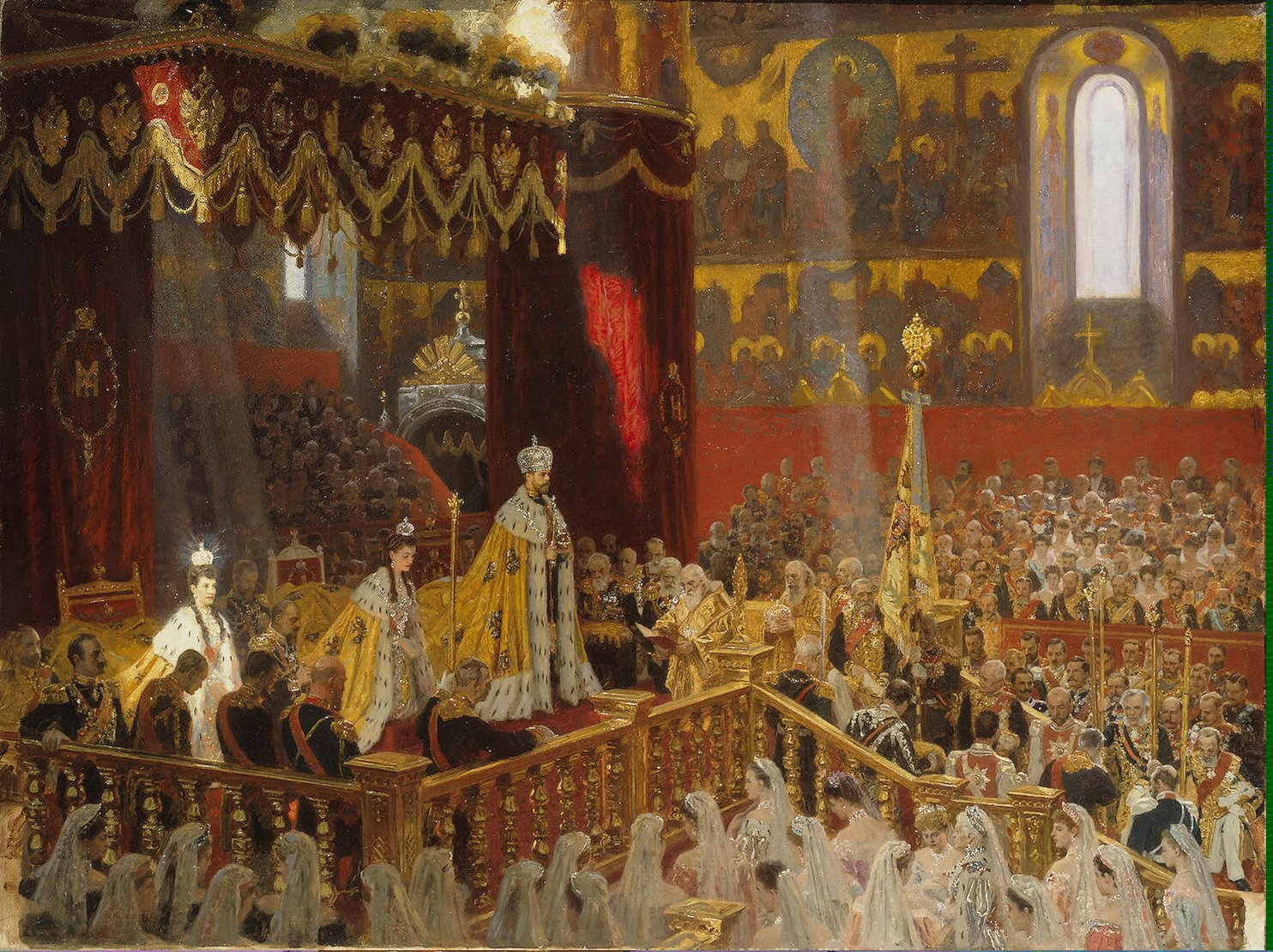
L. Tuxen. "La coronación de Nicolás II el 14 de mayo de 1896". 1898. Museo Estatal del Hermitage, San Petersburgo

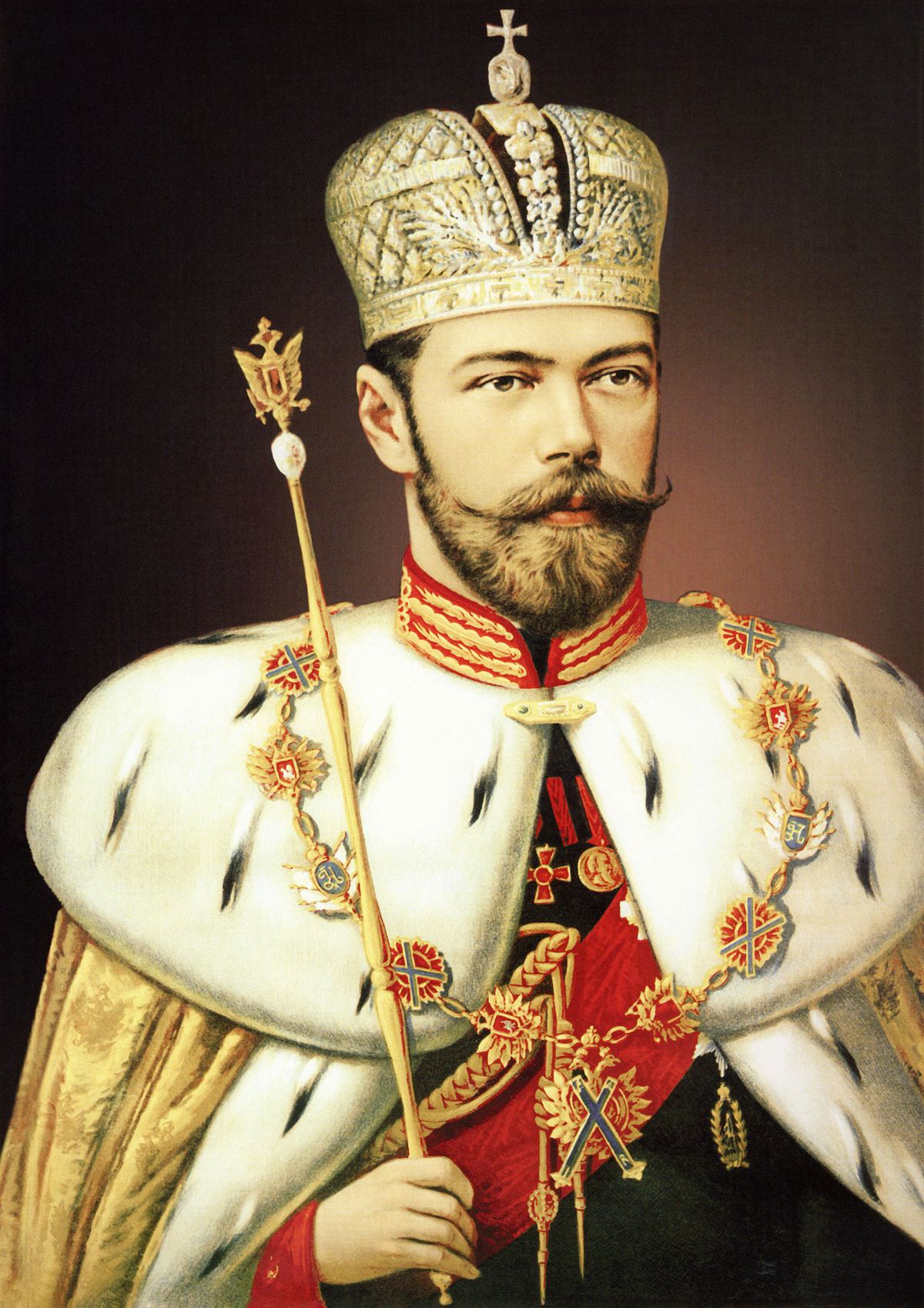
Retrato de Nicolás II coronado (1896)

En 1894, y tras complicaciones derivadas de una nefritis, falleció su padre, Alejandro III. El 14 de mayojul./ 26 de mayo de 1894greg. y pasado el período de luto protocolario, Nicolás fue coronado como sucesor y adoptó el nombre de Nicolás II. De acuerdo con sus propias palabras, carecía de formación política, y se consideraba un ignorante acerca del gobierno del imperio, explicando su ingenuidad al ser coronado zar en noviembre de 1894. Incluso su propio padre dudaba de su habilidad para administrar y mantener un territorio de 23 millones de km². 
La influencia de sus tíos paternos, en especial Sergio Aleksándrovich Románov, gran almirante de la Armada, tendría en ello un asidero, y las intrigas cortesanas pesarían grandemente en la acción del nuevo zar, pues de hecho tuvo que soportar al principio manipulaciones de sus propios tíos.[cita requerida]
Poco después de su coronación, contrajo nupcias con Alix de Hesse, quien había tomado el nombre de Alejandra Fiódorovna Románova al convertirse a la ortodoxia. Como la relación entre Nicolás y Alix era un verdadero ideal de amor y devoción mutuos, fue la emperatriz quien aconsejó a Nicolás desde los primeros momentos, que tomara las riendas firmes del poder y fortaleciera su carácter bondadoso y caballeresco del que se aprovechaban a menudo sus parientes. De ella tendría cuatro hijas: las grandes duquesas Olga, Tatiana, María y Anastasia y, al final, el tan anhelado heredero, el zarévich Alekséi.

### Política internacional

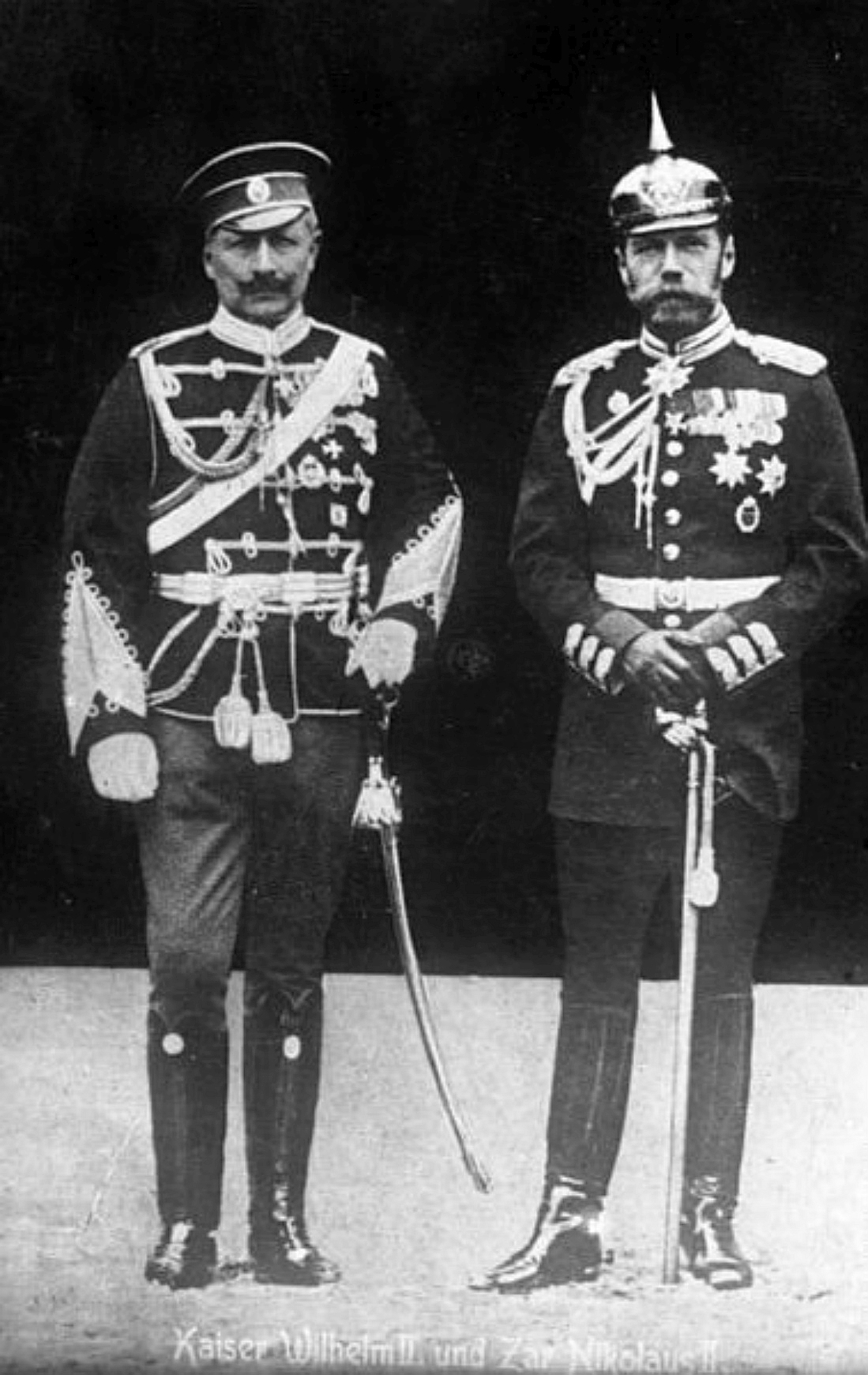
Nicolás II (derecha) con Guillermo II de Alemania en 1905; tienen cada uno las vestimentas intercambiadas.

A instancias de sus consejeros y animado por su primo el emperador alemán, Nicolás se esforzó por extender su influencia en Asia, rivalizando en esta carrera con las potencias occidentales imperialistas; ordenó la intervención de Rusia en la Guerra Chino-Japonesa de 1896, intervino en el establecimiento de la base de Port Arthur en 1898, la ocupación de Manchuria en 1900, y convino con los británicos el reparto de Persia en esferas separadas de influencia en 1907. Asimismo, fue uno de los principales promotores del desarme, reflejados en su papel como iniciador de las Conferencias de La Haya de 1899 y 1907.
Aunque intentó ejercer una influencia determinante en Europa Oriental y los Balcanes, la debilidad rusa, puesta de manifiesto durante la Guerra ruso-japonesa (1905) limitaba sus ambiciones. Así, cuando en 1908 el Imperio austrohúngaro se apoderó de Bosnia, Rusia se limitó a mediar con Serbia y el Imperio otomano. Las guerras balcánicas de 1912 y 1913 incrementaron la tensión entre San Petersburgo y Viena, pero Nicolás siguió en principio los consejos de Piotr Durnovó quien, en un informe de 1914 aconsejaba mantener Rusia fuera de cualquier conflicto militar en vista de su debilidad industrial, la oposición de la opinión pública y la situación prerrevolucionaria del país.
Estableció excelentes relaciones con Francia, su más leal aliado, y con Alemania, gracias a su estrecho parentesco con el emperador Guillermo II; este último fue largamente su consejero de mayor confianza en materia internacional, aunque muy manipulador, resultaba evidente para cualquier operador político más sagaz que el zar, que sus consejos estaban orientados a emplear la influencia rusa para controlar los intereses de otras potencias, muchas veces en beneficio directo de Alemania y socavar la alianza entre Francia y Rusia.

### Política económica
Los historiadores han observado que con el ascenso de Nicolás II al trono en 1894, el ritmo de la industrialización rusa se incrementó. Otro factor era la alianza francesa; los bancos franceses invirtieron considerablemente en Rusia. En 1897, Rusia adoptó el patrón oro, una medida que animó la inversión extranjera y ayudó a acelerar el proceso de industrialización. En 1914 el Imperio ruso era la quinta potencia económica (industrial y comercial) del mundo, casi alcanzando a Francia.
Mientras que las cifras que indicaban el crecimiento industrial eran impresionantes —la industria de Rusia creció más rápidamente que la de Gran Bretaña y de Alemania— Rusia todavía se retrasó lejos detrás de las naciones industrializadas en términos del cápita de consumo. La población de Rusia también creció más rápidamente que el de naciones de Europa Occidental; la población del Imperio ruso alcanzó 125 millones en 1894, 146 millones en 1904, 175 millones en 1914. La industrialización rápida también significó la urbanización rápida.
De la misma forma, la agricultura durante su reinado se vio impulsada, sobre todo durante la etapa de su primer ministro, Piotr Stolypin, quien aplicó una serie de reformas para fortalecer la economía y la política del gobierno ante los ojos de la población. En 1910, el 36,4 % del total de las exportaciones de trigo del mundo eran rusas. Sin embargo, la eficiencia era menor en comparación a los países desarrollados (por ejemplo, la recolección de grano era un 10 % menor a la de México). Mientras, que la mecanización agraria se mantuvo relativamente baja. El próximo desarrollo fue detenido por la Primera Guerra Mundial y la Revolución rusa.

### La influencia germana
En efecto, los consejos de Guillermo II de ir a la guerra con Japón (1904-1905) con nefastos resultados; la oposición durante la Gran Guerra desencadenando graves conflictos internos en el régimen de Nicolás II; el permitir el ingreso de elementos revolucionarios desde sus fronteras al interior de Rusia con propósitos de desestabilización; y cuando la familia Románov estuvo prisionera, el auspiciar sus intenciones de reinstalar el régimen zarista; más la suma de otros factores internos fueron la ruina y la completa destrucción del zarismo.

## Autocracia y procesos revolucionarios

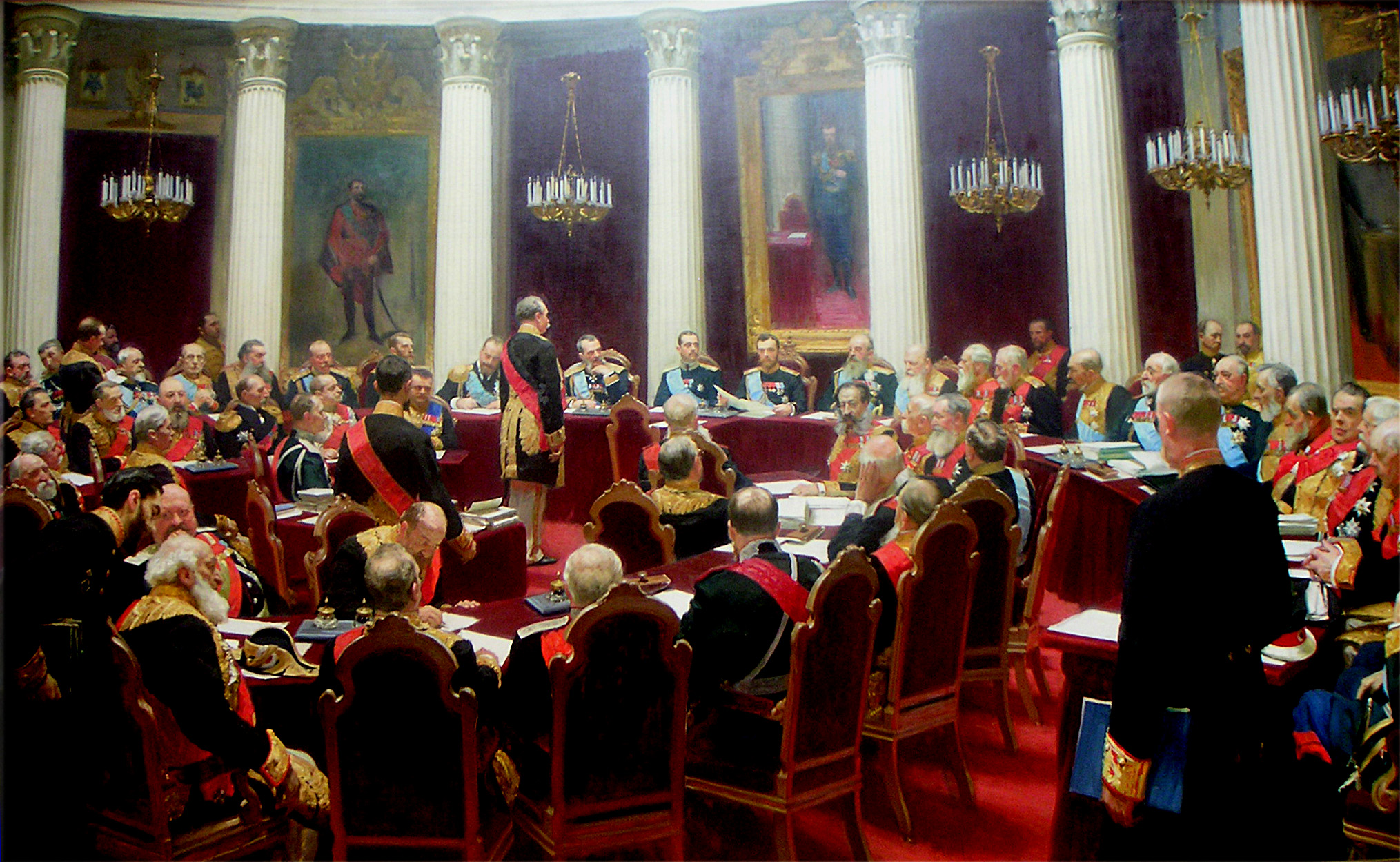
Nicolás II asiste a una sesión del Consejo de Estado el 7 de mayo de 1901. Óleo de Iliá Repin, 1903

En política interior, Nicolás siguió la línea autocrática de sus antecesores, aunque suavizándola un poco, pero más bien al margen de su intervención directa, su país tuvo un proceso de industrialización acelerada que permitió a Rusia entrar en la era moderna (gracias en parte a las buenas relaciones con el resto de potencias occidentales, en especial con Reino Unido y Estados Unidos), pero que también hizo surgir importantes núcleos obreros en forma de sindicatos. La actividad revolucionaria clandestina, la cual cobró un inusitado ímpetu bajo su abuelo y su padre, seguía acelerándose durante su régimen, culminando con la Revolución de 1905 y posteriormente la Revolución de Febrero de 1917 que abolió la monarquía.
La iniciativa del movimiento liberal presentada al nuevo zar, de establecer una constitución que fijase las normas del ejercicio del poder se encontró, sin embargo, con un rotundo rechazo monárquico; siguiendo el consejo de Pobedonóstsev, Nicolás se mostró severo con lo que calificó de «insensatos sueños de participación en asuntos de administración interna» en una reunión con representantes de la aristocracia, las ciudades y los zemstvos celebrada el 17 de enero de 1895. Su rigidez alienó a sectores no particularmente comprometidos con una ideología afín a la revolución, y fue causa de que muchos se mostrasen descontentos.
Uno de estos descontentos fue Vladímir Ilich Uliánov, Lenin, un abogado que provenía de la región de Simbirsk, cuyo hermano, Aleksandr Uliánov fue ejecutado por un intento de asesinato del zar Alejandro III en 1887. Lenin realizó actividades subversivas en San Petersburgo, fue detenido, apresado y exiliado a Siberia. Una vez liberado, se trasladó a Ginebra y Londres para fundar las bases del movimiento comunista.
El alimento para las corrientes revolucionarias como las que encabezarían Lenin, Trotski y otros, eran la carencia de una política social más solidaria de parte de los gobernantes, lo que permitió que se agravaran los grandes problemas históricos del régimen zarista: la pobreza del campesinado, la muy desigual distribución de la tierra y el inexistente acceso a los cargos públicos. Esto iba a ser el caldo de cultivo en los sindicatos de las industrias para los grupos revolucionarios que ya estaban en gestación.

### Guerra con Japón

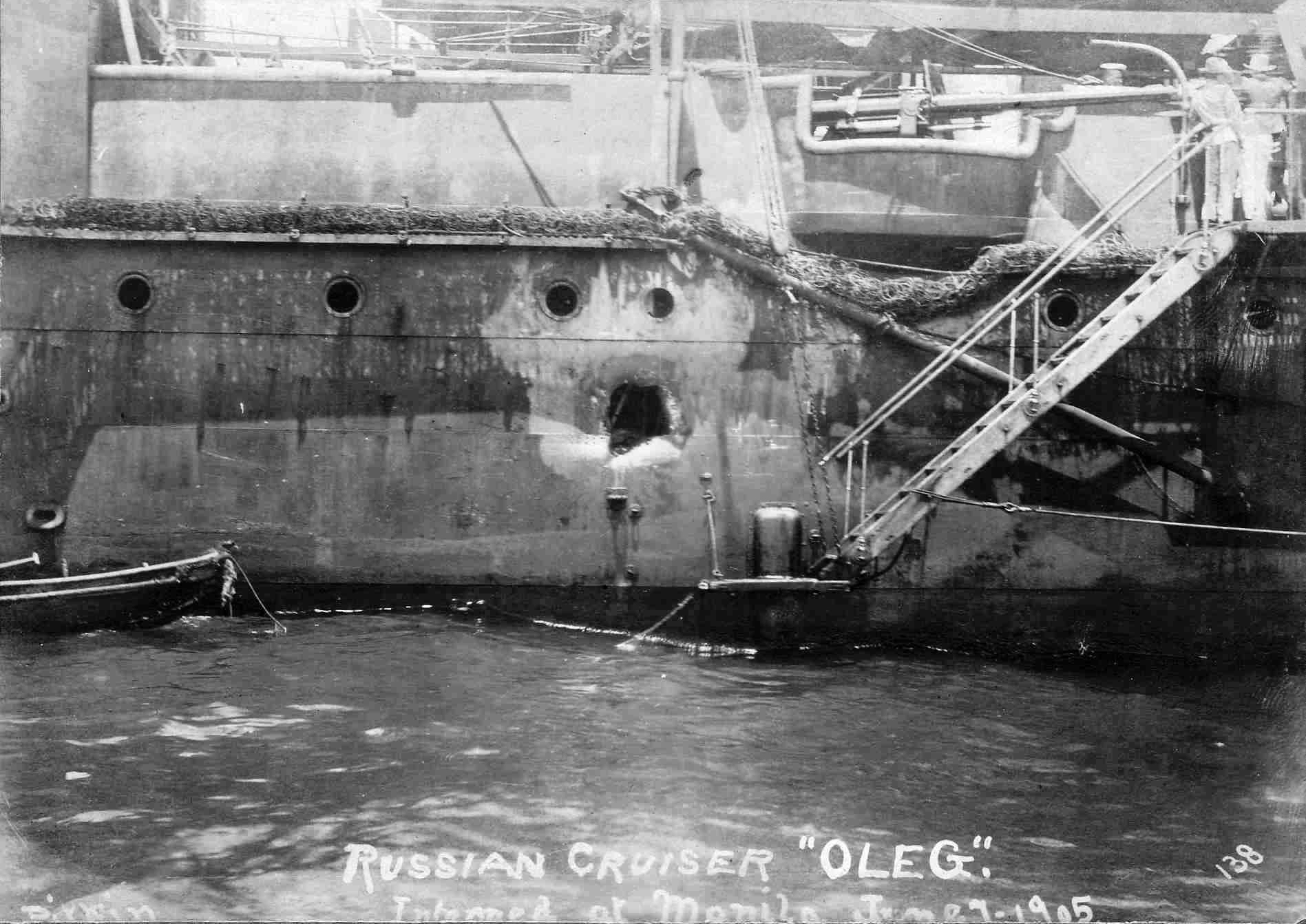
La Flota del Báltico rusa fue aniquilada por los japoneses en la batalla de Tsushima.

En 1905, intentando contener el avance japonés en Manchuria, que amenazaba los puertos rusos orientales, y por constante recomendación de Guillermo II de Alemania, Nicolás II declaró la guerra al Japón. Nicolás II pensó que obteniendo una fácil victoria sobre Japón no solo lograría estabilizar la situación interna sino que lograría una mayor preponderancia internacional con el prestigio de la victoria. Mal informado, estratégica y conceptualmente, de la situación militar y naval del Japón, no aquilató su propia situación en el frente oriental recién abierto, en especial a la incompetencia e inoperancia absoluta de los almirantes rusos que comandaban Port Arthur y Vladivostok.
Sin declaración de guerra alguna, los japoneses asediaron y bloquearon Port Arthur y Vladivostok, infligiendo una severa derrota a la flota rusa, parte de la cual quedó semihundida y encerrada en el puerto. La pérdida de unidades navales superó el 70 %.
El zar entonces, en un desesperado esfuerzo, movilizó a la flota del Báltico, compuesta por buques de guerra inadecuados para navegar por alta mar, en un gran periplo único en la historia, que la llevó a dar la vuelta a Europa y África, sosteniendo graves conflictos diplomáticos con Inglaterra (incidente de Dogger Bank). Su aliada Francia también le dio la espalda en el transcurso del accidentado viaje y la flota solo fue abastecida por Alemania, para después de casi año y medio de navegación llegar al estrecho de Tsushima, donde fue rápidamente derrotada por las fuerzas navales japonesas al mando de Heihachiro Togo.

### El Domingo Sangriento
Después de las derrota de Tsushima, Nicolás II aceptó la mediación de Estados Unidos para finalizar el conflicto. Para ello mandó a llamar a un exministro de su padre, Serguéi Witte, quien fue enviado a América del Norte para negociar la paz con Japón. Tal fue el manejo mediático de Witte que logró sacar ventajas aparentes de las paces que Japón deseaba imponer a Rusia y regresó convertido prácticamente en una especie de héroe. Después de dar su informe a Nicolás II, este lo nombró conde. 

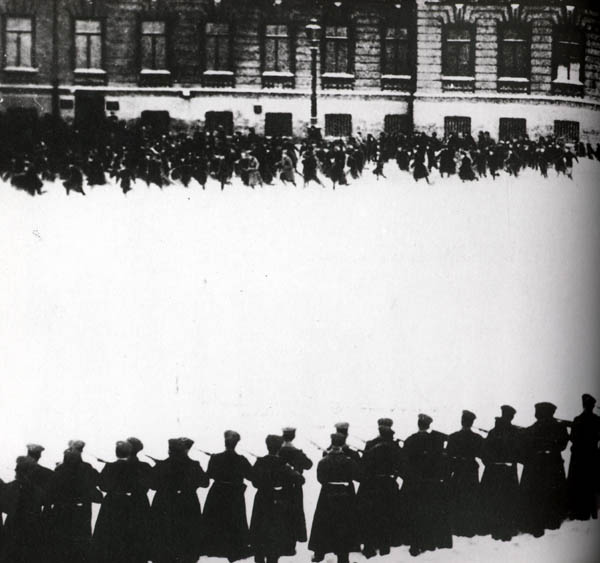
Fotograma de una película de 1925 que representa a la guardia de palacio disparando a los obreros el 22 de enero de 1905.

Sin embargo, un hecho grave iba a hacer virar las tornas del destino de la dinastía Románov: Un cura llamado Gueorgui Gapón logró convocar a una masa descontenta de obreros y otras fuerzas integrantes del pueblo, que organizaron una marcha informal para ir a entregar una serie de peticiones antiautocráticas al zar, que se dirigió al Palacio de Invierno en San Petersburgo, en vez de a la Villa de Tsárskoye Seló, 24 km al sur de San Petersburgo, donde la familia real se encontraba, el domingo 22 de enero de 1905. 
Cuando la muchedumbre llegó a las inmediaciones del palacio de Invierno, hacia las 14 horas, se encontró con que el palacio estaba resguardado por tropas de cosacos, quienes habían sido convocados por el ministro del interior, el príncipe Sviatopolk-Mirski. Cuando llegaron a unos 100 m de la entrada, los soldados dispararon a matar contra la masa y, luego los atacaron con la caballería, produciendo una cifra estimada de 92 muertos. Este hecho tuvo repercusiones insospechadas, ya que alimentó las chispas primigenias de la revolución que los socialrevolucionarios, mencheviques y bolcheviques deseaban que estallara, como en efecto más adelante sucedió.
Además, era el momento para que el zar tomara una acción decisiva: o apagaba la revolución imponiendo la dictadura, o accedía a las peticiones de los revolucionarios. Witte tuvo un papel gravitante y decisivo en el desarrollo de los acontecimientos. Sviatopolk-Mirski fue destituido y, en su lugar, se nombró a Serguéi Witte como ministro del interior en calidad interina. A la larga, este cambio traería la ruina a la estabilidad del régimen de Nicolás II.
En ese año de 1905 hubo además atentados. En uno de ellos pereció un tío de Nicolás II, el gran duque Sergio Aleksándrovich Románov, esposo de Ella (Isabel Fiódorovna), la hermana de la emperatriz, y además se sublevaron los marinos en los puertos, como el caso del acorazado Potemkin. Una gran huelga paralizó la industria y los revolucionarios, dirigidos por Trotski, Lenin y otros agitadores marxistas, alimentaban la llama de la revolución. La situación no podía ser más compleja para la estabilidad y continuidad del régimen zarista.

### Las Dumas y apogeo del régimen zarista

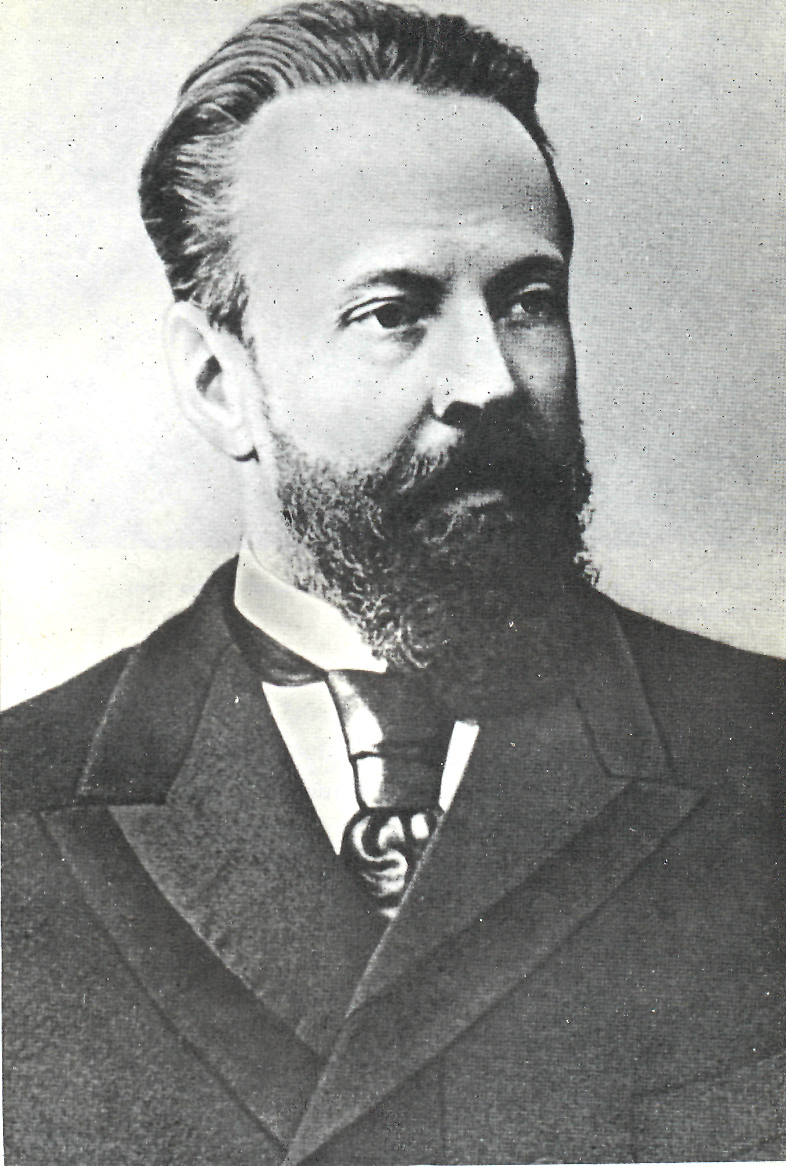
Serguéi Witte hacia 1905.

Witte le dijo a Nicolás II que había dos caminos: o bien suprimir por la fuerza a la chispa revolucionaria implantando la dictadura, o bien, promulgar una Constitución cediendo derechos civiles a la plebe, por lo que transformaba el régimen autocrático en un régimen semiconstitucional. Pese a que Nicolás II se inclinó por la dictadura militar, no tuvo el apoyo del comandante del ejército y tío suyo, el gran duque Nicolás Nikoláievich y no atreviéndose a destituirlo, optó por seguir el camino constitucional elaborado por Witte. Cabe destacar que Witte llegó a ser uno de sus principales detractores.
Ante la amenaza de un alzamiento, el zar, aconsejado por su ministro Serguéi Witte firmó la propuesta y anunció en 1905 varios cambios institucionales dirigidos a disminuir el tinte absolutista de la monarquía; el más importante de estos fue la convocatoria de la Duma Estatal del Imperio Ruso o Parlamento, con potestades legislativas limitadas, junto con la promulgación en abril de 1906 de unas leyes fundamentales que dieron un carácter semiconstitucional a la monarquía. La primera Constitución de Rusia, conocida como las Leyes Fundamentales, fue promulgada el 23 de abril de 1906, la víspera de la apertura de la Primera Duma. Sin embargo, para desesperanza del Nicolás II, lejos de enfriarse la candente situación política, esta se agudizó dejando al régimen zarista con una precaria estabilidad y a Witte empezó a escapársele el asunto de las manos. Sin embargo, al percibir que los integrantes de la Duma planeaban poner coto al carácter autocrático del gobierno, fue disuelta y sustituida por otra más representativa de los intereses monárquicos; Nicolás exigió además la dimisión de su primer ministro, Serguéi Witte. Cuando el sucesor de Witte, Piotr Stolypin, disolvió poco después la Segunda Duma, modificando las leyes electorales para asegurarse una composición leal a los intereses zaristas, dejó al descubierto la continuidad del sistema autocrático.

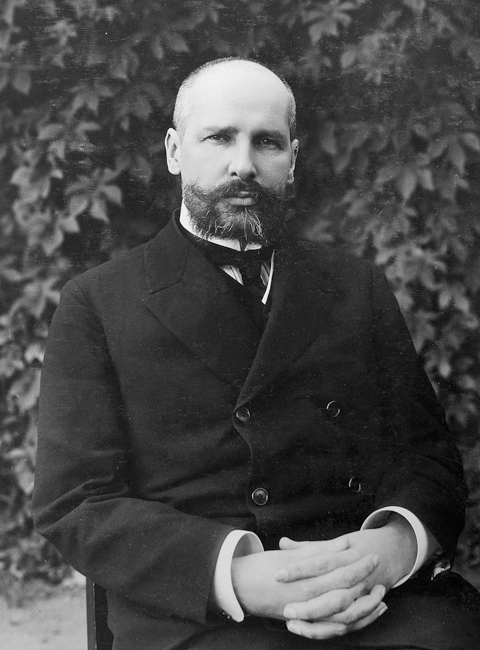
Piotr Stolypin.

Para disolver la Duma, el zar llamó en 1906 al cargo de ministro de interior a quien sería uno de los hombres más ejecutivos, leales y efectivos que tuvo, Piotr Stolypin, quien tomaría el cargo con gran determinación, partiendo con una fuerte represión contra las huestes revolucionarias en forma tan efectiva (600 ejecuciones) que Lenin mismo vio peligrar la revolución marxista que tanto anhelaba, llevando respiro a la monarquía. No solo en este plano se destacó Stolypin, sino que llevó a cabo una gran reforma agraria que, sumado a un período de inviernos benignos, dio calma a la plebe en años de buenas cosechas, favoreciendo la gestión y la imagen del zarismo. Stolypin también disolvió la Segunda Duma de 1907. Tras instaurar una Tercera Duma en 1909, que favorecía a la autocracia en forma velada y con representantes más moderados, Rusia podría acceder al tricentenario de la llegada al poder de los Románov en 1913 con buen pie. En 1911, Stolypin quiso deshacerse de la influencia nefasta de Rasputín, desterrándolo y cayendo en desgracia ante la emperatriz. Como ello le provocó una situación tensa ante el zar, Stolypin presentó una renuncia que Nicolás II le denegó. 
Estando el zar de visita en Kiev para inaugurar un monumento a su padre, asistió Stolypin junto al zar a la ópera en esa ciudad en septiembre de 1911, y Stolypin fue asesinado por un revolucionario que colaboraba con la policía, ante los ojos del zar, durante el entreacto de dicha función. Le sucederían una seguidilla de personajes como Kokóvtsov, Stürmer, Sazónov, Protopópov, todos influidos por Rasputín.

## Primera Guerra Mundial

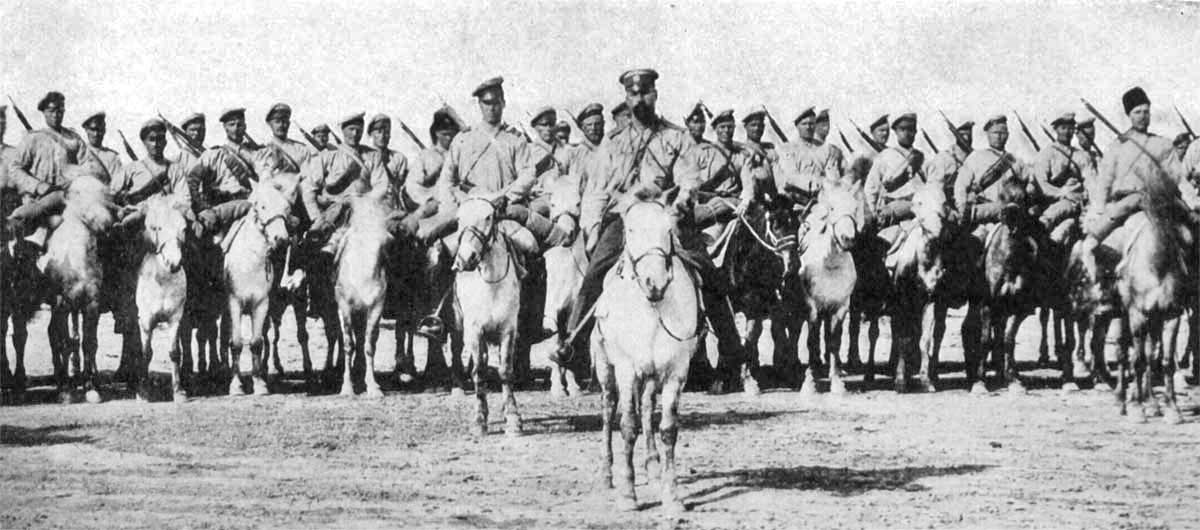
Fuerzas cosacas durante la Gran Guerra. 1914

El asesinato del archiduque Francisco Fernando de Austria en Sarajevo por parte de nacionalistas serbios (atentado de Sarajevo) puso a Nicolás II en un duro aprieto, puesto que su pacto con los serbios no le permitía acceder a las demandas compensatorias del Imperio austrohúngaro. Un extenso intercambio de correspondencia con el káiser Guillermo intentó evitar una confrontación global, y Nicolás II dio órdenes de movilizar tropas solo en la frontera austríaca; el 31 de julio de 1914, ordenó una movilización general, lo que provocaría la declaración de guerra de Alemania y el inicio de la guerra mundial.
El Ejército Imperial Ruso tuvo grandes éxitos iniciales en territorio austríaco y en su momento pudo haber derrotado al Imperio austrohúngaro, pero su avance fue detenido a petición de Francia; sin embargo, el intento inicial de avanzar sobre territorio alemán en dos frentes, uno al mando del general Rennenkampf y el otro al mando del general Samsónov condujo a graves derrotas, en las que perdieron la vida más de dos millones de hombres. Para 1915, el ejército ruso estaba en retirada.

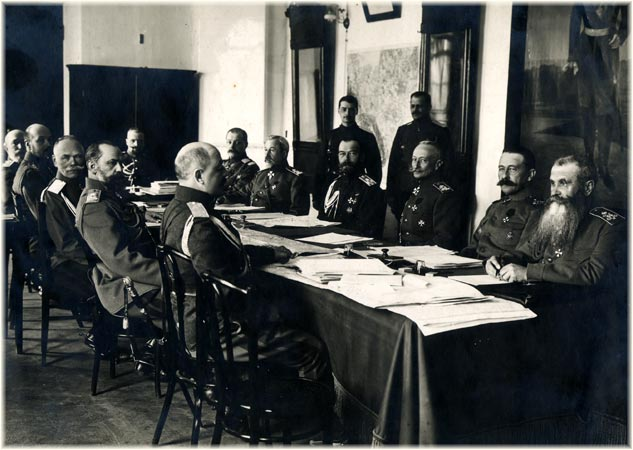
Nicolás II reunido en el Cuartel General con los comandantes jefes de los frentes. 1916

Nicolás II, aconsejado por su esposa, el 23 de agostojul./ 5 de septiembre de 1915greg. asumió el mando supremo del Ejército Imperial Ruso, relevando a su primo, el gran duque Nicolás Nikoláievich, y nombrándolo comandante jefe del Frente del Cáucaso. El general Mijaíl Alekséyev fue designado comandante jefe del Estado Mayor. Todos los ministros estuvieron en contra de esta decisión, en particular, el ministro de Exteriores Serguéi Sazónov en la reunión del Consejo de Ministros afirmó: "Esto es tan horrible que provoca un caos total en mi mente. A Rusia la empujan al borde del abismo".
Fue este un error más, si cabe más grave que la misma declaración de guerra, pues supuso dejar la regencia en manos de su esposa, a quien el pueblo detestaba tanto por su origen alemán como por su estrecha relación con Rasputín. Un detalle importante que explicaría la súbita sustitución del gran duque Nicolás Nikoláievich, es que este aborrecía a muerte a Rasputín; el monje astutamente aconsejó en forma insistente a la Emperatriz que se lo quitara de en medio, puesto que sectores de la plebe lo llamaban Nicolás III, en alusión a su probable entronización.

### El papel de Rasputín
Grigori Rasputín apareció en los círculos monárquicos gracias al contacto que hizo Anna Výrubova, la más cercana cortesana a la zarina, debido a la enfermedad hemofílica que padecía su hijo Alexis. La influencia que ejercía sobre el niño le permitía controlar la enfermedad del heredero al trono, con lo que pronto ganó la confianza absoluta de la zarina y la tolerancia de Nicolás II.

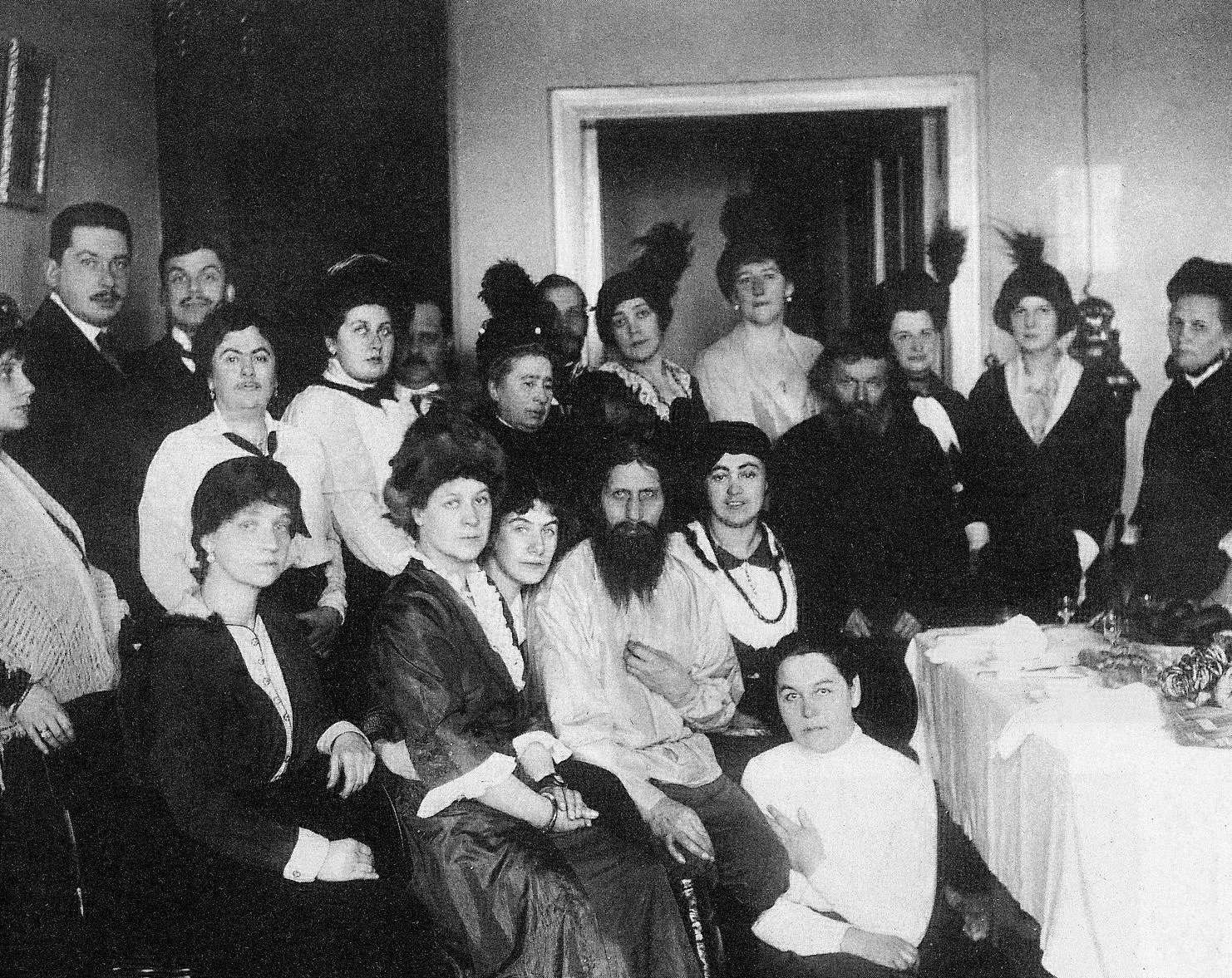
Rasputín rodeado de admiradoras.

Rasputín era en sí una persona extravagante, de aspecto fornido y con una impresionante carisma, con un grado de acierto muy notable en sus predicciones, una mezcla de santurrón y amigo muy convincente; pero, en contrapartida, un ser con un alter ego muy libidinoso rayando en lo maníaco, que buscaba el placer sexual entre las consortes del palacio.[cita requerida]
Rasputín pronto convirtió a la zarina en su amiga y confidente, al punto de que ella consideraba seriamente los consejos que él le daba. La razón de esta influencia poderosa era que la emperatriz consideraba a Rasputín un enviado de Dios. Esta situación, permitió a Rasputín tomar un papel decisivo en los nombramientos ministeriales cada vez que la zarina le solicitaba consejo y en el entorno familiar se le llamaba nuestro amigo. En el ambiente popular se lo conocía por su sobrenombre de monje loco, y su comportamiento cada vez más entrometido y desafiante comenzó a suscitar odios entre la nobleza y los ministros y especulaciones de todo tipo en el pueblo en relación con el tipo de vínculo que sostenía con la zarina, situación que los enemigos de la corona explotaron hasta la saciedad entre la plebe. La influencia de Rasputín agrietó fuertemente el prestigio de la monarquía ante la opinión pública.
Antes de la partida de Nicolás II al frente alemán, Rasputín predijo que si él moría a manos de gente de su familia, nadie de la familia de Nicolás II le sobreviviría más de dos años (acierto que se cumplió).
Finalmente Rasputín fue asesinado por un grupo de aristócratas que lo habían invitado a una fiesta del 29 al 30 de diciembre de 1916. Parece probado que sus asesinos, con el príncipe Félix Yusúpov a la cabeza, le dieron pasteles y vino cargados de cianuro. Al ver que no le afectaba mucho, el príncipe le disparó al pecho, le golpeó la cabeza con un bastón lleno de plomo y lo arrojó al río Nevá. Se comprobó que Rasputín murió más tarde ahogado.

## Abdicación, prisión y asesinato

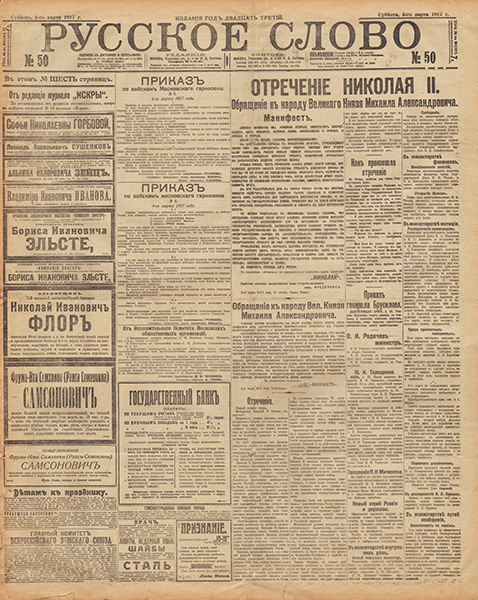
Texto de la abdicación del zar en el periódico Rússkoie slovo.

Después del asesinato de Rasputín, el gobierno monárquico empezó a desintegrarse con abismal rapidez. Las sucesivas derrotas rusas en la Primera Guerra Mundial fueron una de las causas de la Revolución de Febrero. A partir de enero de 1917 la situación interna, empeorada por el curso desfavorable de la guerra con Alemania y las instigaciones revolucionarias, sumadas a las intervenciones políticas de la emperatriz, hicieron que la Cuarta Duma cediera a la presión de los revolucionarios y se formara un Gobierno provisional, liderado por Kérenski, un revolucionario de estilo moderado. La decisión de formar el gobierno provisional tuvo aceptación en todos los estamentos sociales y militares, incluido el Estado Mayor de Nicolás II, quien se vio encajonado con la grave situación política que se imponía en Petrogrado. Por un instante, se redactó la abdicación en favor de su hijo Alexis; pero dada la condición de salud e inmadurez del heredero, cambió de parecer. 
Nicolás II, incapaz de controlar la situación, abdicó sus derechos y los de su hijo el 2 de marzo de 1917jul. (15 de marzo de 1917, según el calendario gregoriano utilizado en la mayor parte del mundo), en favor de su hermano menor, Miguel. Este no aceptó de inmediato y, en cambio, esperó a ser ratificado por una asamblea electa, lo cual nunca ocurrió. Así, la dinastía Románov llegó a su fin y se dio inicio a la era de los Sóviets. La abdicación se produjo en la localidad de Dno, que significa fondo en ruso. 

Aleksandr Kérenski.

Nicolás II se dejó detener, sin ofrecer resistencia, a su regreso del desmoronado frente. Fue confinado junto con su esposa e hijos en el palacio de Tsárskoye Seló, en las afueras de Petrogrado, reteniendo algunos privilegios domésticos. Aleksandr Kérenski, preocupado por la seguridad de la familia imperial, intentó inicialmente enviarlos a Inglaterra, ya que el rey Jorge V, primo del zar, había enviado en marzo una invitación. Pero no solo el Sóviet de Petrogrado se opuso rotundamente, sino que Jorge V finalmente retiró su ofrecimiento, al temer problemas políticos internos y ante la oposición del Partido Laborista. Además, tanto Inglaterra, Alemania y su aliada Francia ignoraron sus requerimientos de asilo. En agosto de 1917, temiendo un intento de asesinato, Kérenski exilió a los Románov a Tobolsk, en Siberia. Antes de partir Kérenski previno a Nicolás II: «Los sóviets desean mi cabeza, después vendrán por usted y su familia».[cita requerida]
En Tobolsk, la familia del zar gozó de una relativa libertad de movimientos ya que el sector era promonárquico, incluso hubo oportunidades de realizar una fuga o ser rescatados ya que la guardia no era numerosa e incluso algunos soldados llegaron a entablar alguna relación amistosa con los prisioneros. En octubre de 1917, el gobierno de Kérenski cayó y este huyó al extranjero, con ello la suerte de la familia imperial quedó sellada en manos del gobierno de los sóviets.

### Asesinato y desaparición del zar y su familia

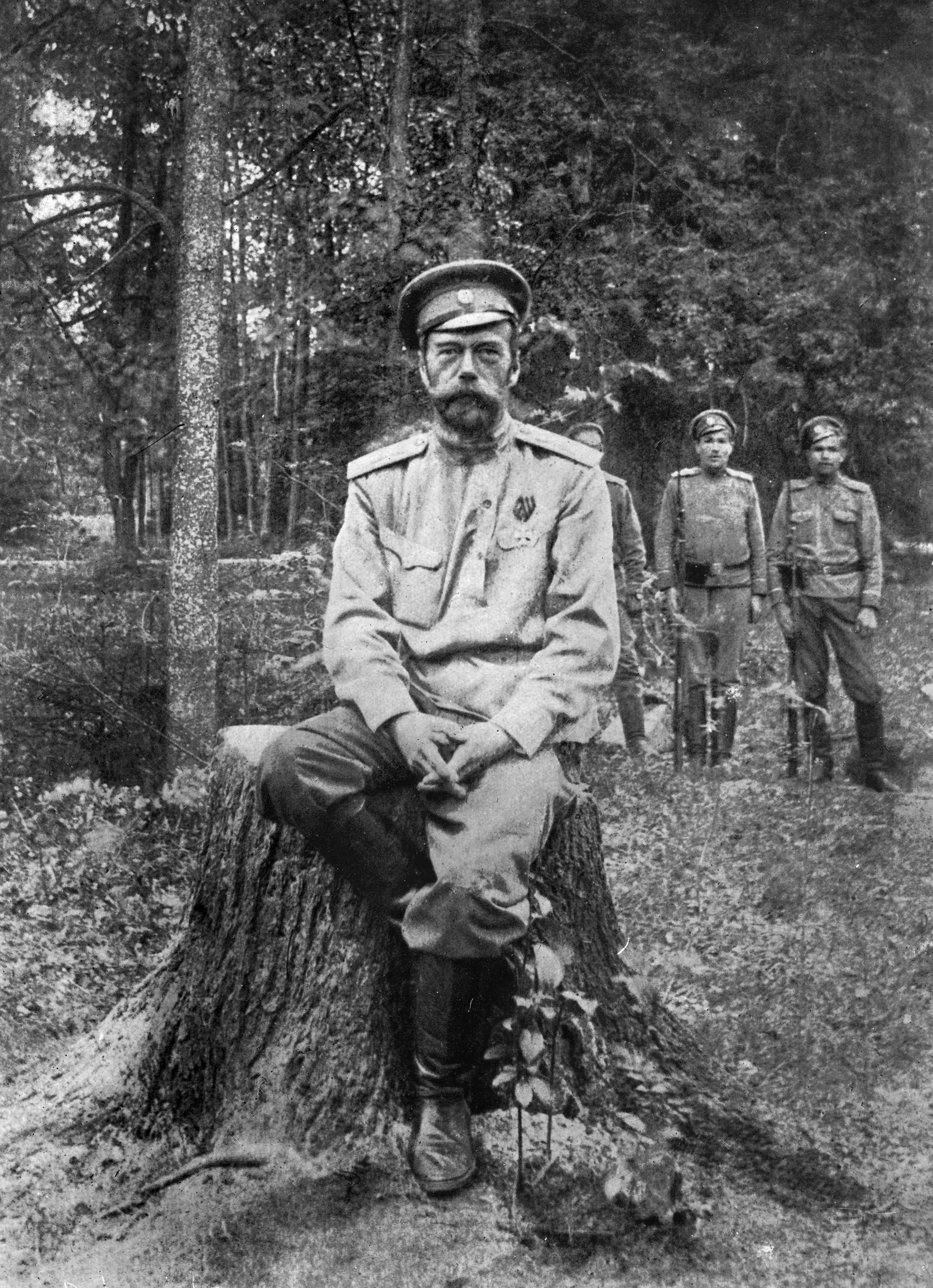
Nicolás II prisionero en Tsárskoye Seló (al fondo sus guardianes).

El plan secreto original del Comité Ejecutivo Central Panruso, era trasladar al zar a Moscú, donde Trotski quería realizar un gran juicio público contra él. Sin embargo, los bolcheviques de la cercana Ekaterimburgo, a cuyo frente estaba el dirigente del Sóviet de los Urales Filipp Goloschokin, eran conocidos por su radicalismo y aspiraban a hacerse con el control del zar para encarcelarlo o ejecutarlo ellos mismos. En vista de ello, a principios de abril Yákov Sverdlov, un dirigente bolchevique perteneciente al círculo íntimo de Lenin, ordenó al comisario Vasili Yákovlev que se hiciera cargo de la familia imperial e intentara llevarlos sanos y salvos a la capital. Debían pasar por Ekaterimburgo para no levantar sospechas, pero en el camino Yákovlev temió una emboscada y se desvió hacia Omsk, lo que hizo que Goloshchokin sospechara que se preparaba la huida del zar a Japón y, finalmente consiguió que Sverdlov autorizara el regreso a Ekaterimburgo a cambio de garantías de que el zar y su familia no sufrirían daños.
El zar y la zarina llegaron a Ekaterimburgo el 30 de abril de 1918 y sus hijos, que habían viajado por separado, se reunieron con ellos el 23 de mayo. Todos fueron llevados a la casa de un hombre de negocios local, Nikolái Ipátiev, que había sido requisada el día anterior. El trato que recibieron empeoró considerablemente en comparación con sus anteriores destinos, se saquearon sus pertenencias y debían permanecer recluidos en sus habitaciones.

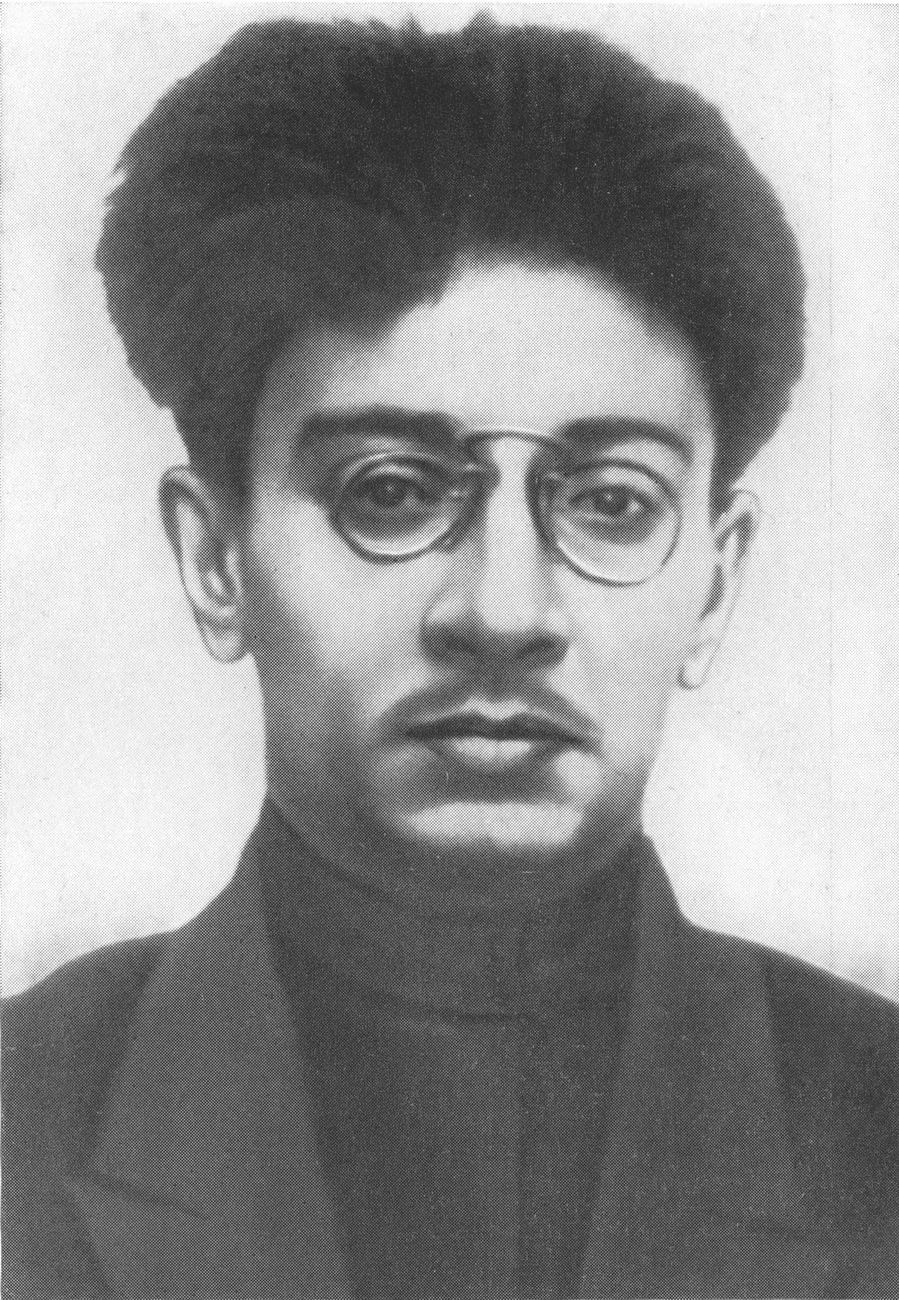
Yákov Sverdlov ordenó el traslado de la familia imperial a Ekaterimburgo y gestionó personalmente su asesinato.

A finales de junio, Goloschokin viajó a Moscú con ocasión del Quinto Congreso de los Sóviets y allí fue donde, tras deliberar con Lenin, se decidió la ejecución de los Románov, aunque sin fijar ninguna fecha concreta. Así, el 4 de julio, la Cheka local, al mando de otro hombre de confianza de Lenin, Yákov Yurovski, asumió la responsabilidad de la vigilancia de la Casa Ipátiev. Mientras tanto, la situación en la región había empeorado gravemente para los bolcheviques y, en vista de que la misma Ekaterimburgo estaba en grave peligro ante el ataque de la Legión Checoslovaca, el 16 de julio Goloshchokin le envió a Zinóviev un telegrama cifrado con destino a Sverdlov y Lenin solicitando la ejecución inmediata de la familia imperial. La respuesta afirmativa de Moscú, es posible que proveniente directamente de Lenin, llegó ese mismo día.
La planificación misma del magnicidio in situ fue hecha por Yurovski, quien se reservó el derecho de disparar primero sobre el «verdugo coronado» como se lo llamaba a Nicolás II; aparte de Yurovski, la camarilla la componían, Piotr Ermakov y Grigori Nikulin, todos miembros y asesinos probados de la Cheka.
Un subordinado de Goloschokin, Piotr Ermakov, quien tenía el control del campesinado del Ural, tenía la función de eliminar toda evidencia del asesinato no pudo conseguir los dos camiones de transporte requeridos hasta el día siguiente. Ermakov, además de participar en el pelotón, haría encender los motores de ambos vehículos para ahogar el ruido de los disparos.
El escuadrón estaba compuesto por doce hombres, siete de los cuales eran excombatientes húngaros, a cada uno de ellos se les asignó una víctima; dos de ellos se negaron a disparar sobre mujeres y al menos uno de ellos fue desechado y reemplazado por Ermakov. Los miembros del escuadrón eran Grigori Nikulin, asistente de Yurovski, Piotr Ermakov asistente de Goloschokin, Piotr Medveyed, S. Vagánov, Andreas Vergasi, Laszlo Horvath, Víctor Griinfeldt, Imre Nagy, Emile Fekete, Anselm Fischer e Isidor Edelstein.
En la medianoche del 17 de julio, el zar junto a los integrantes de la familia fueron llevados al sótano de la Casa Ipátiev donde fueron asesinados, junto a algunos sirvientes cercanos, e incluso un médico leal. El pretexto era que se les iba a tomar una fotografía antes de partir; pues otra vez se los iba a trasladar.

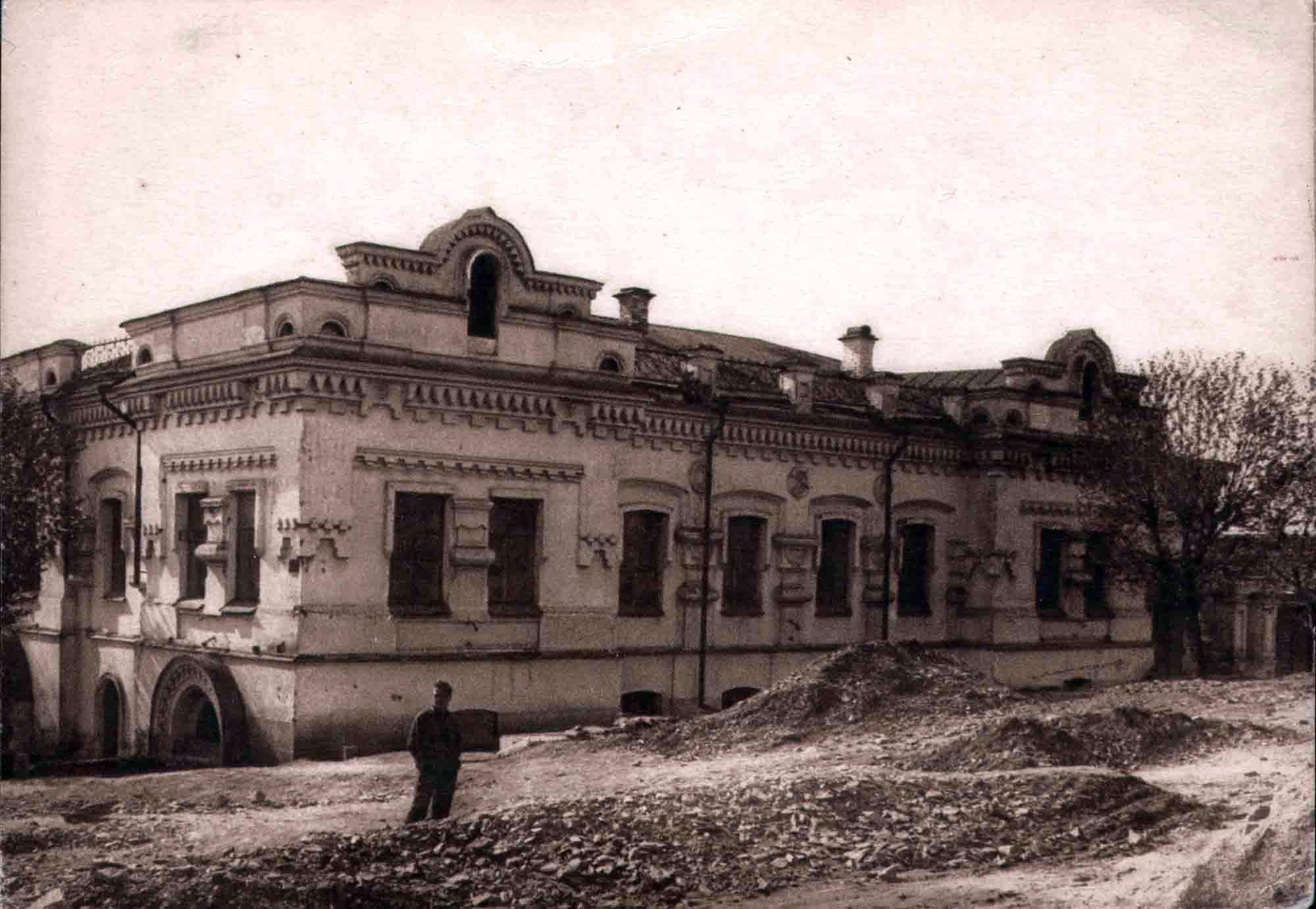
La Casa Ipátiev hacia 1928. En 1977, el primer secretario de la región, Borís Yeltsin, ordenó su demolición.

Nicolás II colocó al heredero en sus rodillas mientras tomaba asiento junto a la zarina, las hijas se sentaron atrás y los sirvientes y el médico a los costados, de pie. Pasaron unos instantes y repentinamente entró Yákov Yurovski revólver en mano y 17 soldados armados con fusiles a la bayoneta.
Cuando Yákov Yurovski levanta el revólver y declara al zar que el pueblo ruso lo ha condenado a muerte, el zar alcanza a balbucear "¿Qué?", y le dispara en la cabeza casi a quemarropa.[cita requerida] El zar cae instantáneamente muerto, la zarina se alcanza a incorporar haciendo la señal de la cruz y es muerta de un disparo en plena boca por Yurovski y seguidamente los fusileros realizan una descarga cerrada al resto de la familia. Las hijas, que llevaban corsés apretados y además en su interior estaban cargadas con joyas, no mueren inmediatamente y son rematadas a la bayoneta.[cita requerida] Anastasia, murió rematada a bayonetazos realizados por Ermakov.[cita requerida] El zar murió con 50 años recién cumplidos.
El zarévich Alekséi sobrevivió a la primera descarga y fue asesinado por Yurovski en el remate de moribundos, de dos disparos a la altura del oído.[cita requerida] Una de las sirvientas que no recibió la primera descarga fue perseguida dentro de la habitación y rematada a bayonetazos, e incluso la mascota de la gran duquesa Tatiana, su perrito, fue muerto de un disparo.[cita requerida]
Posteriormente los cuerpos fueron llevados en camiones y depositados en una mina abandonada.[cita requerida]
Al día siguiente, Yurovski, temiendo que el rumor sobre el fusilamiento indujera a recuperar los cuerpos, ordenó su traslado y destrucción de los cadáveres por fuego y ácido y que se arrojasen a piques de otras excavaciones, ubicadas 12 km fuera de la ciudad, en la mina que se llama «los cuatro hermanos».[cita requerida]

### Relato de uno de los ejecutores
Para la ejecución, se seleccionaron a once hombres con revólveres. Dos de ellos se negaron a disparar contra las mujeres. Cuando llegó el vehículo, todos dormían. Al despertarlos se les explicó que debido a la intranquilidad existente en la ciudad, era necesario trasladarlos del piso superior al inferior. Demoraron media hora en vestirse. Abajo habíamos vaciado una habitación que tenía un tabique de madera estucado, para evitar el rebote. La guardia se encontraba en disposición combativa en el cuarto vecino. Los Románov no sospechaban nada. El comandante fue a buscarlos en persona y los condujo hacia la estancia. Nicolás llevaba en brazos a Alekséi, los demás llevaban almohadillas y otras cosas pequeñas. Al entrar en la habitación vacía, Alejandra Fiódorovna preguntó: "Cómo, ¿no hay ninguna silla? ¿Ni siquiera podemos sentarnos?" —según el relato de Yurovski, se trajeron dos—, Nicolás puso en una a Alexis y en la otra se sentó Alejandra Fiódorovna. A los demás se les ordenó formar una fila. Hecho esto, llamaron al comandante. Cuando este entró, dijo a los Románov que, como sus parientes en Europa continuaban la ofensiva contra la Rusia soviética, el Comité Ejecutivo de los Urales había decretado fusilarlos. Nicolás se volvió de espaldas, de cara a su familia, y luego, como recobrándose, se volvió y preguntó: "¿Qué, qué?". El comandante repitió la explicación y ordenó al comando que se preparara. Cada uno sabía de antemano contra quién iba a disparar. La orden era apuntar al corazón para evitar el derramamiento de mucha sangre y terminar más rápido. Nicolás no dijo una sola palabra más, de nuevo se volvió cara a su familia, otros lanzaron exclamaciones incoherentes. Luego comenzaron los disparos, que duraron dos o tres minutos. Nicolás fue muerto por el mismo comandante a quemarropa. Luego murieron Alejandra Fiódorovna y su séquito. En total, fueron fusiladas doce personas: Nicolás, Alejandra Fiódorovna, su hijo Alexis, sus cuatro hijas (Olga, Tatiana, María y Anastasia), el doctor Yevgueni Botkin, el criado Trupp, el cocinero Tijomírov, otro cocinero y una camarera cuyos nombres el comandante no recuerda.[cita requerida]

### Comunicado oficial del Sóviet de Diputados de los Urales
Decisión del Sóviet de Diputados de Obreros, Campesinos y Guardias Rojos de los Urales:
En vista del hecho de que bandas checoslovacas amenazan la capital roja de los Urales, Ekaterimburgo, que el verdugo coronado podía escapar al tribunal del pueblo (un complot de la Guardia Blanca para llevarse a toda la familia imperial acaba de ser descubierto) el Sóviet de Diputados de los Urales, cumpliendo con la voluntad del pueblo, ha decidido que el ex zar Nicolás Románov, culpable ante el pueblo de innumerables crímenes sangrientos, sea fusilado.
La decisión del Sóviet de Diputados de los Urales se llevó a cabo en la noche del 16 al 17 de julio.

### Resolución de la reunión del Presídium del Comité Ejecutivo Central Panruso
Decisión del Presídium del Comité Ejecutivo Central Panruso del 18 de julio de 1918 acerca del fusilamiento de Nicolás Románov:
1. Comunicación del fusilamiento de Nicolás Románov (telegrama de Ekaterimburgo).
El Presídium del Comité Ejecutivo Central Panruso (VTsIK) ha resuelto aprobar la decisión del Sóviet de Diputados de los Urales.
Encomendar a los camaradas Sverdlov, Sosnovski y Avanésov la elaboración de un comunicado para la prensa. Notificar el hallazgo de documentos (diarios, cartas, etc.) del ex zar N. Románov y encargar al camarada Sverdlov formar una Comisión especial para el estudio y publicación de dichos escritos.
El Presidente del VTsIK,
Sverdlov
El Secretario del VTsIK,
Avanésov

## El hallazgo de los cuerpos
En 1979, los historiadores Aleksandr Avdonin y Geli Riábov hallaron la posible tumba de la familia imperial en el bosque de Koptiakí. Temiendo informar del descubrimiento, no lo hicieron público hasta años después. El 12 de abril de 1989 los periódicos dieron la noticia del hallazgo. La tumba no fue abierta hasta 1991 por las autoridades soviéticas y se hallaron en su interior nueve cuerpos. Mediante el examen de los esqueletos, los científicos soviéticos concluyeron que faltaban los cuerpos de Alekséi y de la gran duquesa Anastasia. Las identificaciones de los esqueletos fueron confirmadas posteriormente mediante análisis de ADN.
Con su asesinato por el movimiento revolucionario de los bolcheviques, a consecuencia de la Revolución de octubre de 1917 se extinguió la dinastía Románov. Está enterrado desde 1997 en la catedral de San Pedro y San Pablo en San Petersburgo junto con el resto de la familia imperial y de los demás zares rusos.
Resulta que el cuerpo de Anastasia siempre estuvo ahí, el que faltaba era el de la gran duquesa María Nikoláievna. En 2007, se anunció el descubrimiento de los cuerpos de María y Alekséi que, tras realizarles las pruebas de ADN, fueron enterrados junto a sus padres y hermanas.

## Canonización
En 1981, la Iglesia ortodoxa rusa en el exilio canonizó a los integrantes de la familia Románov, una decisión refrendada por el sínodo de la Iglesia ortodoxa rusa, que lo canonizó el 20 de agosto del 2000 en una ceremonia presidida por el patriarca Alexéi II. Desde 1998 sus restos reposan en la Catedral de San Pedro y San Pablo de San Petersburgo.

El entierro de los restos mortales de la familia real dio pie a debates en medios políticos y religiosos. Pese al examen pericial genético que corroboró la autenticidad de los restos reales descubiertos, tanto la Iglesia ortodoxa rusa como los poco numerosos monárquicos de Rusia se niegan a reconocer que en la Fortaleza de San Pedro y San Pablo fueron enterrados justamente Nicolás II y sus familiares.

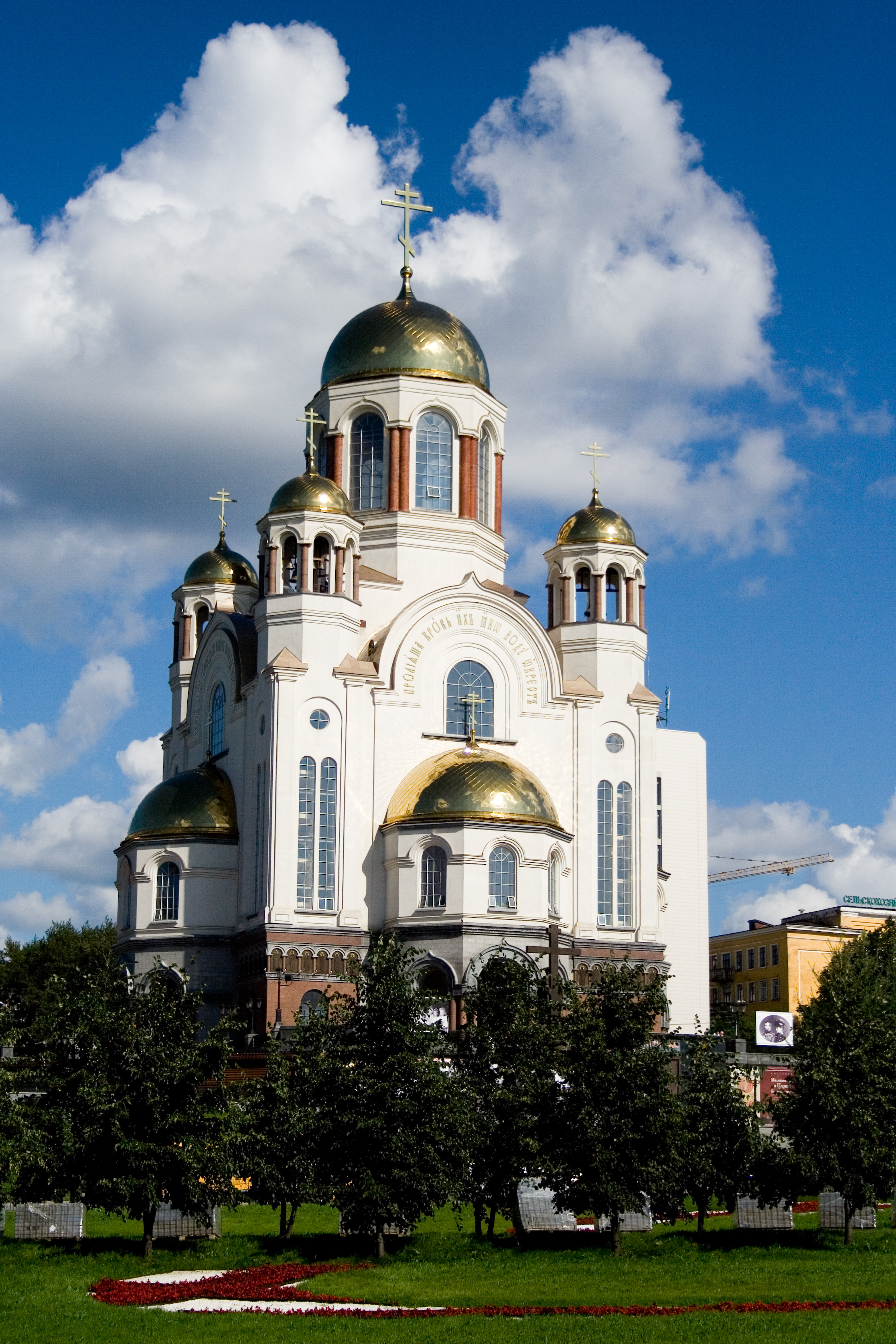
Iglesia sobre la Sangre, construida sobre el lugar donde Nicolás II de Rusia y su familia fueron asesinados.

A la luz de este hecho, la decisión tomada por los jerarcas de la Iglesia ortodoxa rusa de canonizar a Nicolás II (Románov) parece algo contradictoria. Según las tradiciones de la Iglesia ortodoxa rusa, existen determinadas condiciones a las que deben responder los candidatos a la canonización. Por ejemplo, sus restos deben curar y del icono debe emanar crisma.
La Iglesia parece haber tenido sus razones para declarar santa a la familia imperial. Algunos piensan, por ejemplo, que la Iglesia ortodoxa rusa hace cierta concesión a la Iglesia rusa en el extranjero que había canonizado a Nicolás II hace aproximadamente veinte años. Según afirma el clero, el zar fue canonizado debido a su "resignación y docilidad frente al martirio".
Según piensan los prelados, la decisión de canonizarlo debe traer paz a las almas de los habitantes de Rusia y reconciliarlos con el pasado del país. Pero no fue así: los sondeos de opinión muestran que la población se ha dividido más o menos en dos partes iguales, una mitad cree que Nicolás II merece ser canonizado, mientras que la otra mitad tiene una opinión distinta.
Los partidarios de la canonización piensan que Rusia es culpable ante el ungido por haber acogido con indiferencia su ejecución en 1918 y ahora debe expiar esta culpa. Los adversarios de la canonización dicen que el emperador no era un santo. El Zar bebía y fumaba, asistía a funciones espiritistas, le gustaba cazar cornejas, todo lo cual dista de corresponder a la imagen de un santo.

## Rehabilitación

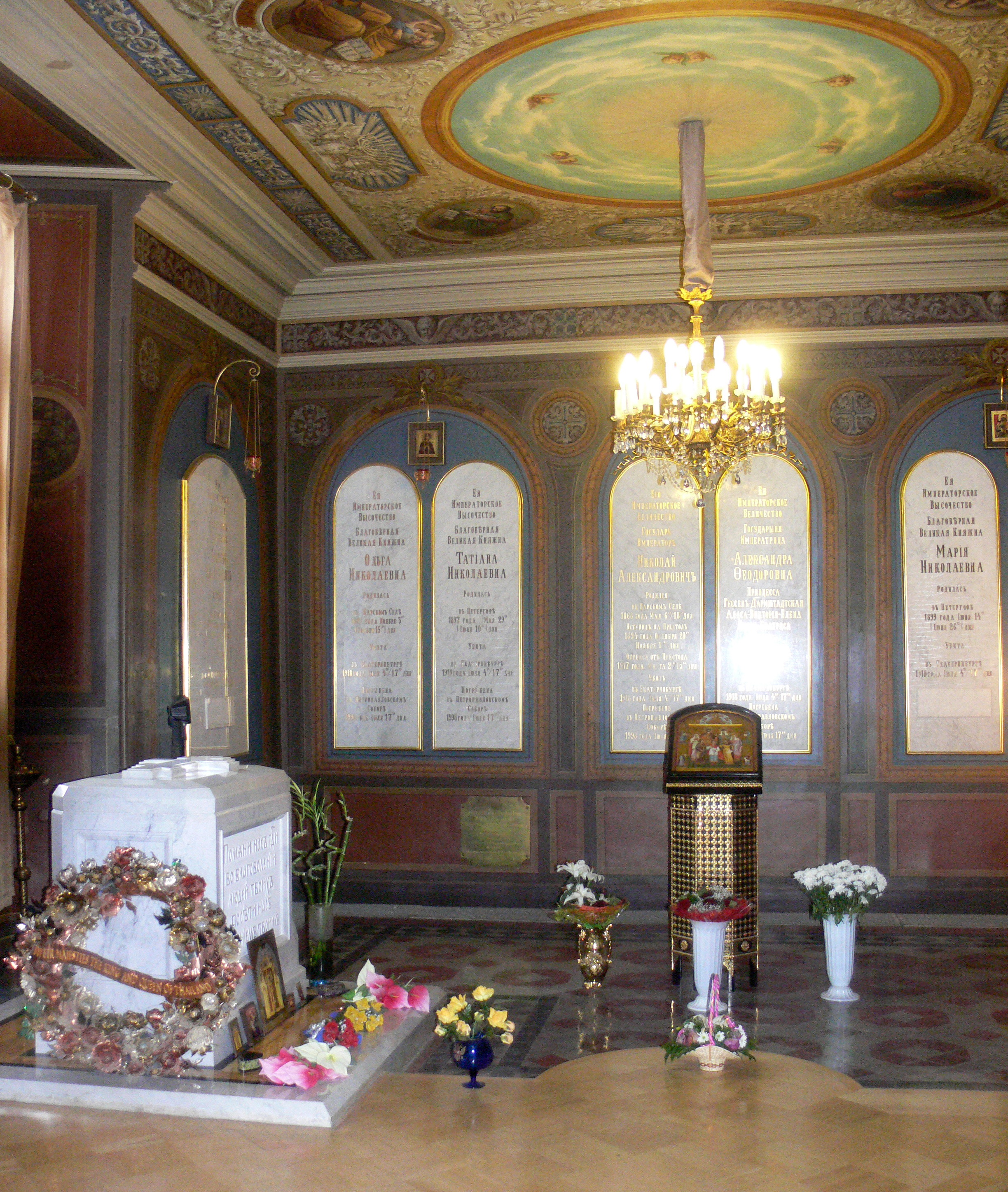
Lápidas que marcan el entierro del zar Nicolás II y su familia en la capilla de Santa Catalina de la Catedral de San Pedro y San Pablo de San Petersburgo.

El 1 de octubre de 2008, el Tribunal Supremo de Justicia de la Federación Rusa rehabilitó a Nicolás II y su familia, teniendo en cuenta a las víctimas de la represión política bolchevique, una decisión muy esperada por los descendientes de la familia imperial y la Iglesia ortodoxa rusa.
De acuerdo al veredicto pronunciado por el juez, el Tribunal Supremo calificó de infundada la represión y estableció la rehabilitación de Nicolás Románov (Nicolás II), Alejandra Fiódorovna (su esposa), Alexis, el príncipe heredero (zarévich) y sus hijas Olga, Tatiana, María y Anastasia.
Esta decisión responde favorablemente a una denuncia presentada en 2005 por el abogado de la gran duquesa María Vladímirovna, quién afirma ser la legitima heredera al extinto trono ruso y, por ende, de Nicolás II. La familia expresó  « alegría y satisfacción », dijo su portavoz, Iván Artsichevski, representante de otra rama de descendientes de los Románov. También acogió con beneplácito la decisión de reducir al mínimo su ámbito de aplicación: 

El hecho de que el Estado ha reconocido su responsabilidad en este asesinato es un paso hacia un arrepentimiento general y la de rehabilitación de todas las víctimas inocentes de los bolcheviques.

## Restauración de la monarquía
Un estudio hecho por el "Centro de opinión de todos los rusos" mostró que un tercio de los rusos estaba a favor de la restauración de la monarquía en 2013.
En 2017, una encuesta hecha por Izvestia averiguó que el 22 % de los rusos estaba "no en contra de la monarquía... pero no ve un candidato para el puesto". La encuesta también encontró que el 37 % de los jóvenes rusos estaba totalmente a favor de la restauración monárquica.

## Títulos, honores y nombramientos

Monograma del zar Nicolás II de Rusia

### Títulos nobiliarios
| ● 18 de mayo de 1868-13 de marzo de 1881:     | Su alteza imperial el gran príncipe Nikolái Aleksándrovich de Rusia                                          |
| ● 13 de marzo de 1881-1 de noviembre de 1894: | Su alteza imperial el zarévich de Rusia                                                                      |
| ● 1 de noviembre de 1894-15 de marzo de 1917: | Su Majestad imperial y real el emperador y autócrata de toda Rusia, rey de Polonia y gran duque de Finlandia |
| ● 15 de marzo de 1917-17 de julio de 1918:    | Señor Nikolái Aleksándrovich Románov                                                                         |

### Condecoraciones rusas
- Gran Maestre de la Orden de San Andrés ( Imperio ruso).
- Gran Maestre de la Orden de San Jorge ( Imperio ruso).
- Gran Maestre de la Orden del Águila Blanca ( Imperio ruso).
- Gran Maestre de la Orden de San Alejandro Nevski ( Imperio ruso).
- Gran Maestre de la Orden de Santa Ana ( Imperio ruso).
- Gran Maestre de la Orden de San Estanislao ( Imperio ruso).
- Gran Maestre de la Orden de San Vladimiro ( Imperio ruso).

### Condecoraciones extranjeras
- Caballero gran cruz de la Orden del Santo Sepulcro de Jerusalén ( Santa Sede).
- Caballero gran cruz de la Orden de los Santos Mauricio y Lázaro ( Reino de Italia).
- Caballero de la Suprema Orden de la Santísima Anunciación ( Reino de Italia).
- Caballero gran cruz de la Orden de la Corona de Italia ( Reino de Italia).
- Medalla de oro al valor militar ( Reino de Italia).
- Caballero gran cruz de la Legión de Honor ( Francia).
- Caballero de la Orden del Toisón de Oro ( España).
- Caballero gran cruz de la Orden de Cristo ( Portugal).
- Caballero gran cruz de honor de la Real Orden Victoriana ( Reino Unido).
- Caballero de la Orden de la Jarretera ( Reino Unido).
- Caballero de la Orden del Baño ( Reino Unido).
- Caballero gran cruz de la Orden del León Neerlandés ( Países Bajos).
- Gran cordón de la Orden de Leopoldo ( Bélgica).
- Caballero de la Orden del Águila Negra ( Reino de Prusia).
- Caballero de la Orden de San Huberto ( Reino de Baviera).
- Caballero gran cruz de la Orden de la Corona de Wurtemberg ( Reino de Wurtemberg).
- Caballero gran cruz de la Orden de la Corona Wéndica ( Gran Ducado de Mecklemburgo-Schwerin).
- Caballero gran cruz de la Orden de Luis ( Gran Ducado de Hesse).
- Caballero gran cruz de la Orden de la Fidelidad ( Gran Ducado de Baden).
- Caballero gran cruz de la Orden del Halcón Blanco ( Sajonia-Weimar-Eisenach).
- Caballero gran cruz de la Orden al mérito de Pedro Federico Luis ( Gran Ducado de Oldemburgo).
- Caballero de la Orden de los Serafines ( Suecia).
- Caballero de la Orden del Elefante ( Dinamarca).
- Caballero de la Orden de Dannebrog ( Dinamarca).
- Caballero gran cruz de la Orden de San Esteban de Hungría ( Imperio austrohúngaro).
- Caballero gran cruz de la Orden de la Estrella de Rumania ( Rumania).
- Caballero de la Orden de Carlos I ( Rumania).
- Caballero gran cruz de la Orden de San Sava ( Serbia).
- Caballero gran cruz de la Orden del Príncipe Danilo I ( Reino de Montenegro).
- Caballero gran cruz de la Orden de la Estrella de Karadjordje ( Serbia).
- Caballero de la Orden de los Santos Cirilo y Metodio ( Bulgaria).
- Caballero gran cruz de la Orden de San Alejandro ( Bulgaria).
- Caballero gran cruz de la Orden del Salvador ( Reino de Grecia).
- Caballero de I Clase de la Orden del Osmán ( Imperio otomano).
- Gran cordón de la Orden del Sol Naciente ( Japón).
- Gran cordón de la Orden de las Flores de Paulownia ( Japón).
- Gran collar de la Orden de la Cruz del Sur ( Brasil).
- Caballero de I Clase de la Orden del Sello de Salomón ( Imperio etíope).
- Caballero de la Orden de la Casa real de Chakri ( Tailandia).

## Ancestros
| \| \| \| \| \| \| \| \| \| \| \| \| \| \| \| \| \| \| \| \| 16. Pablo I de Rusia \| \| \| \| \| \| \| \| \| \| \| \| \| \| \| \| \| \| \| \| \| \| \| \| \| \| \| \| \| \| \| \| \| \| \| \| \| \| \| \| \| \| \| \| \| \| \| \| \| \| \| \| \| \| 8. Nicolás I de Rusia \| \| \| \| \| \| \| \| \| \| \| \| \| \| \| \| \| \| \| \| \| \| \| \| \| \| \| \| \| \| \| \| \| \| \| \| \| \| \| \| \| \| \| \| \| \| \| \| \| \| \| \| \| \| 17. Duquesa Sofía Dorotea de Württemberg \| \| \| \| \| \| \| \| \| \| \| \| \| \| \| \| \| \| \| \| \| \| \| \| \| \| \| \| \| \| \| \| \| \| \| \| \| \| \| \| \| \| \| \| \| \| \| \| \| \| \| \| \| \| 4. Alejandro II de Rusia \| \| \| \| \| \| \| \| \| \| \| \| \| \| \| \| \| \| \| \| \| \| \| \| \| \| \| \| \| \| \| \| \| \| \| \| \| \| \| \| \| \| \| \| \| \| \| \| \| \| \| \| \| \| 18. Federico Guillermo III de Prusia \| \| \| \| \| \| \| \| \| \| \| \| \| \| \| \| \| \| \| \| \| \| \| \| \| \| \| \| \| \| \| \| \| \| \| \| \| \| \| \| \| \| \| \| \| \| \| \| \| \| \| \| \| \| 9. Princesa Carlota de Prusia \| \| \| \| \| \| \| \| \| \| \| \| \| \| \| \| \| \| \| \| \| \| \| \| \| \| \| \| \| \| \| \| \| \| \| \| \| \| \| \| \| \| \| \| \| \| \| \| \| \| \| \| \| \| 19. Duquesa Luisa de Mecklemburgo-Strelitz \| \| \| \| \| \| \| \| \| \| \| \| \| \| \| \| \| \| \| \| \| \| \| \| \| \| \| \| \| \| \| \| \| \| \| \| \| \| \| \| \| \| \| \| \| \| \| \| \| \| \| \| \| \| 2. Alejandro III de Rusia \| \| \| \| \| \| \| \| \| \| \| \| \| \| \| \| \| \| \| \| \| \| \| \| \| \| \| \| \| \| \| \| \| \| \| \| \| \| \| \| \| \| \| \| \| \| \| \| \| \| \| \| \| \| 20. Luis I, Gran Duque de Hesse y el Rin \| \| \| \| \| \| \| \| \| \| \| \| \| \| \| \| \| \| \| \| \| \| \| \| \| \| \| \| \| \| \| \| \| \| \| \| \| \| \| \| \| \| \| \| \| \| \| \| \| \| \| \| \| \| 10. Luis II, Gran Duque de Hesse y el Rin \| \| \| \| \| \| \| \| \| \| \| \| \| \| \| \| \| \| \| \| \| \| \| \| \| \| \| \| \| \| \| \| \| \| \| \| \| \| \| \| \| \| \| \| \| \| \| \| \| \| \| \| \| \| 21. Landgravina Luisa de Hesse-Darmstadt \| \| \| \| \| \| \| \| \| \| \| \| \| \| \| \| \| \| \| \| \| \| \| \| \| \| \| \| \| \| \| \| \| \| \| \| \| \| \| \| \| \| \| \| \| \| \| \| \| \| \| \| \| \| 5. Princesa María de Hesse y el Rin \| \| \| \| \| \| \| \| \| \| \| \| \| \| \| \| \| \| \| \| \| \| \| \| \| \| \| \| \| \| \| \| \| \| \| \| \| \| \| \| \| \| \| \| \| \| \| \| \| \| \| \| \| \| 22. Carlos Luis, príncipe heredero de Baden \| \| \| \| \| \| \| \| \| \| \| \| \| \| \| \| \| \| \| \| \| \| \| \| \| \| \| \| \| \| \| \| \| \| \| \| \| \| \| \| \| \| \| \| \| \| \| \| \| \| \| \| \| \| 11. Princesa Guillermina de Baden \| \| \| \| \| \| \| \| \| \| \| \| \| \| \| \| \| \| \| \| \| \| \| \| \| \| \| \| \| \| \| \| \| \| \| \| \| \| \| \| \| \| \| \| \| \| \| \| \| \| \| \| \| \| 23. Landgravina Amalia de Hesse-Darmstadt \| \| \| \| \| \| \| \| \| \| \| \| \| \| \| \| \| \| \| \| \| \| \| \| \| \| \| \| \| \| \| \| \| \| \| \| \| \| \| \| \| \| \| \| \| \| \| \| \| \| \| \| \| \| 1. Nicolás II de Rusia \| \| \| \| \| \| \| \| \| \| \| \| \| \| \| \| \| \| \| \| \| \| \| \| \| \| \| \| \| \| \| \| \| \| \| \| \| \| \| \| \| \| \| \| \| \| \| \| \| \| \| \| \| \| 24. Federico Carlos, duque de Schleswig-Holstein-Sonderburg-Beck \| \| \| \| \| \| \| \| \| \| \| \| \| \| \| \| \| \| \| \| \| \| \| \| \| \| \| \| \| \| \| \| \| \| \| \| \| \| \| \| \| \| \| \| \| \| \| \| \| \| \| \| \| \| 12. Federico Guillermo, duque de Schleswig-Holstein-Sonderburg-Glücksburg \| \| \| \| \| \| \| \| \| \| \| \| \| \| \| \| \| \| \| \| \| \| \| \| \| \| \| \| \| \| \| \| \| \| \| \| \| \| \| \| \| \| \| \| \| \| \| \| \| \| \| \| \| \| 25. Condesa Federica de Schlieben \| \| \| \| \| \| \| \| \| \| \| \| \| \| \| \| \| \| \| \| \| \| \| \| \| \| \| \| \| \| \| \| \| \| \| \| \| \| \| \| \| \| \| \| \| \| \| \| \| \| \| \| \| \| 6. Cristián IX de Dinamarca \| \| \| \| \| \| \| \| \| \| \| \| \| \| \| \| \| \| \| \| \| \| \| \| \| \| \| \| \| \| \| \| \| \| \| \| \| \| \| \| \| \| \| \| \| \| \| \| \| \| \| \| \| \| 26. Príncipe Carlos de Hesse-Kassel \| \| \| \| \| \| \| \| \| \| \| \| \| \| \| \| \| \| \| \| \| \| \| \| \| \| \| \| \| \| \| \| \| \| \| \| \| \| \| \| \| \| \| \| \| \| \| \| \| \| \| \| \| \| 13. Princesa Luisa Carolina de Hesse-Kassel \| \| \| \| \| \| \| \| \| \| \| \| \| \| \| \| \| \| \| \| \| \| \| \| \| \| \| \| \| \| \| \| \| \| \| \| \| \| \| \| \| \| \| \| \| \| \| \| \| \| \| \| \| \| 27. Princesa Luisa de Dinamarca y Noruega \| \| \| \| \| \| \| \| \| \| \| \| \| \| \| \| \| \| \| \| \| \| \| \| \| \| \| \| \| \| \| \| \| \| \| \| \| \| \| \| \| \| \| \| \| \| \| \| \| \| \| \| \| \| 3. Princesa Dagmar de Dinamarca \| \| \| \| \| \| \| \| \| \| \| \| \| \| \| \| \| \| \| \| \| \| \| \| \| \| \| \| \| \| \| \| \| \| \| \| \| \| \| \| \| \| \| \| \| \| \| \| \| \| \| \| \| \| 28. Príncipe Federico de Hesse-Kassel \| \| \| \| \| \| \| \| \| \| \| \| \| \| \| \| \| \| \| \| \| \| \| \| \| \| \| \| \| \| \| \| \| \| \| \| \| \| \| \| \| \| \| \| \| \| \| \| \| \| \| \| \| \| 14. Príncipe Guillermo de Hesse-Kassel \| \| \| \| \| \| \| \| \| \| \| \| \| \| \| \| \| \| \| \| \| \| \| \| \| \| \| \| \| \| \| \| \| \| \| \| \| \| \| \| \| \| \| \| \| \| \| \| \| \| \| \| \| \| 29. Princesa Carolina de Nassau-Usingen \| \| \| \| \| \| \| \| \| \| \| \| \| \| \| \| \| \| \| \| \| \| \| \| \| \| \| \| \| \| \| \| \| \| \| \| \| \| \| \| \| \| \| \| \| \| \| \| \| \| \| \| \| \| 7. Princesa Luisa de Hesse-Kassel \| \| \| \| \| \| \| \| \| \| \| \| \| \| \| \| \| \| \| \| \| \| \| \| \| \| \| \| \| \| \| \| \| \| \| \| \| \| \| \| \| \| \| \| \| \| \| \| \| \| \| \| \| \| 30. Federico, príncipe heredero de Dinamarca y Noruega \| \| \| \| \| \| \| \| \| \| \| \| \| \| \| \| \| \| \| \| \| \| \| \| \| \| \| \| \| \| \| \| \| \| \| \| \| \| \| \| \| \| \| \| \| \| \| \| \| \| \| \| \| \| 15. Princesa Luisa Carlota de Dinamarca \| \| \| \| \| \| \| \| \| \| \| \| \| \| \| \| \| \| \| \| \| \| \| \| \| \| \| \| \| \| \| \| \| \| \| \| \| \| \| \| \| \| \| \| \| \| \| \| \| \| \| \| \| \| 31. Duquesa Sofía Federica de Mecklemburgo-Schwerin \| \| \| \| \| \| \| \| \| \| \| \| \| \| \| \| \| \| \| \| \| \| \| \| \| \| \| \| \| \| \| \| \| \| \| \| \| \| \| \| \| \| \| \| \| \| \| \| \| \| \| \| |                                                                           |  |  |  |  |  |  |  |  |  |  |  |  |  |  |  |
| |                                                                           |  |  |  |  |  |  |  |  |  |  |  |  |  |  |  |
| | 16. Pablo I de Rusia                                                      |  |  |  |  |  |  |  |  |  |  |  |  |  |  |  |
| |                                                                           |  |  |  |  |  |  |  |  |  |  |  |  |  |  |  |
| |                                                                           |  |  |  |  |  |  |  |  |  |  |  |  |  |  |  |
| | 8. Nicolás I de Rusia                                                     |  |  |  |  |  |  |  |  |  |  |  |  |  |  |  |
| |                                                                           |  |  |  |  |  |  |  |  |  |  |  |  |  |  |  |
| |                                                                           |  |  |  |  |  |  |  |  |  |  |  |  |  |  |  |
| | 17. Duquesa Sofía Dorotea de Württemberg                                  |  |  |  |  |  |  |  |  |  |  |  |  |  |  |  |
| |                                                                           |  |  |  |  |  |  |  |  |  |  |  |  |  |  |  |
| |                                                                           |  |  |  |  |  |  |  |  |  |  |  |  |  |  |  |
| | 4. Alejandro II de Rusia                                                  |  |  |  |  |  |  |  |  |  |  |  |  |  |  |  |
| |                                                                           |  |  |  |  |  |  |  |  |  |  |  |  |  |  |  |
| |                                                                           |  |  |  |  |  |  |  |  |  |  |  |  |  |  |  |
| | 18. Federico Guillermo III de Prusia                                      |  |  |  |  |  |  |  |  |  |  |  |  |  |  |  |
| |                                                                           |  |  |  |  |  |  |  |  |  |  |  |  |  |  |  |
| |                                                                           |  |  |  |  |  |  |  |  |  |  |  |  |  |  |  |
| | 9. Princesa Carlota de Prusia                                             |  |  |  |  |  |  |  |  |  |  |  |  |  |  |  |
| |                                                                           |  |  |  |  |  |  |  |  |  |  |  |  |  |  |  |
| |                                                                           |  |  |  |  |  |  |  |  |  |  |  |  |  |  |  |
| | 19. Duquesa Luisa de Mecklemburgo-Strelitz                                |  |  |  |  |  |  |  |  |  |  |  |  |  |  |  |
| |                                                                           |  |  |  |  |  |  |  |  |  |  |  |  |  |  |  |
| |                                                                           |  |  |  |  |  |  |  |  |  |  |  |  |  |  |  |
| | 2. Alejandro III de Rusia                                                 |  |  |  |  |  |  |  |  |  |  |  |  |  |  |  |
| |                                                                           |  |  |  |  |  |  |  |  |  |  |  |  |  |  |  |
| |                                                                           |  |  |  |  |  |  |  |  |  |  |  |  |  |  |  |
| | 20. Luis I, Gran Duque de Hesse y el Rin                                  |  |  |  |  |  |  |  |  |  |  |  |  |  |  |  |
| |                                                                           |  |  |  |  |  |  |  |  |  |  |  |  |  |  |  |
| |                                                                           |  |  |  |  |  |  |  |  |  |  |  |  |  |  |  |
| | 10. Luis II, Gran Duque de Hesse y el Rin                                 |  |  |  |  |  |  |  |  |  |  |  |  |  |  |  |
| |                                                                           |  |  |  |  |  |  |  |  |  |  |  |  |  |  |  |
| |                                                                           |  |  |  |  |  |  |  |  |  |  |  |  |  |  |  |
| | 21. Landgravina Luisa de Hesse-Darmstadt                                  |  |  |  |  |  |  |  |  |  |  |  |  |  |  |  |
| |                                                                           |  |  |  |  |  |  |  |  |  |  |  |  |  |  |  |
| |                                                                           |  |  |  |  |  |  |  |  |  |  |  |  |  |  |  |
| | 5. Princesa María de Hesse y el Rin                                       |  |  |  |  |  |  |  |  |  |  |  |  |  |  |  |
| |                                                                           |  |  |  |  |  |  |  |  |  |  |  |  |  |  |  |
| |                                                                           |  |  |  |  |  |  |  |  |  |  |  |  |  |  |  |
| | 22. Carlos Luis, príncipe heredero de Baden                               |  |  |  |  |  |  |  |  |  |  |  |  |  |  |  |
| |                                                                           |  |  |  |  |  |  |  |  |  |  |  |  |  |  |  |
| |                                                                           |  |  |  |  |  |  |  |  |  |  |  |  |  |  |  |
| | 11. Princesa Guillermina de Baden                                         |  |  |  |  |  |  |  |  |  |  |  |  |  |  |  |
| |                                                                           |  |  |  |  |  |  |  |  |  |  |  |  |  |  |  |
| |                                                                           |  |  |  |  |  |  |  |  |  |  |  |  |  |  |  |
| | 23. Landgravina Amalia de Hesse-Darmstadt                                 |  |  |  |  |  |  |  |  |  |  |  |  |  |  |  |
| |                                                                           |  |  |  |  |  |  |  |  |  |  |  |  |  |  |  |
| |                                                                           |  |  |  |  |  |  |  |  |  |  |  |  |  |  |  |
| | 1. Nicolás II de Rusia                                                    |  |  |  |  |  |  |  |  |  |  |  |  |  |  |  |
| |                                                                           |  |  |  |  |  |  |  |  |  |  |  |  |  |  |  |
| |                                                                           |  |  |  |  |  |  |  |  |  |  |  |  |  |  |  |
| | 24. Federico Carlos, duque de Schleswig-Holstein-Sonderburg-Beck          |  |  |  |  |  |  |  |  |  |  |  |  |  |  |  |
| |                                                                           |  |  |  |  |  |  |  |  |  |  |  |  |  |  |  |
| |                                                                           |  |  |  |  |  |  |  |  |  |  |  |  |  |  |  |
| | 12. Federico Guillermo, duque de Schleswig-Holstein-Sonderburg-Glücksburg |  |  |  |  |  |  |  |  |  |  |  |  |  |  |  |
| |                                                                           |  |  |  |  |  |  |  |  |  |  |  |  |  |  |  |
| |                                                                           |  |  |  |  |  |  |  |  |  |  |  |  |  |  |  |
| | 25. Condesa Federica de Schlieben                                         |  |  |  |  |  |  |  |  |  |  |  |  |  |  |  |
| |                                                                           |  |  |  |  |  |  |  |  |  |  |  |  |  |  |  |
| |                                                                           |  |  |  |  |  |  |  |  |  |  |  |  |  |  |  |
| | 6. Cristián IX de Dinamarca                                               |  |  |  |  |  |  |  |  |  |  |  |  |  |  |  |
| |                                                                           |  |  |  |  |  |  |  |  |  |  |  |  |  |  |  |
| |                                                                           |  |  |  |  |  |  |  |  |  |  |  |  |  |  |  |
| | 26. Príncipe Carlos de Hesse-Kassel                                       |  |  |  |  |  |  |  |  |  |  |  |  |  |  |  |
| |                                                                           |  |  |  |  |  |  |  |  |  |  |  |  |  |  |  |
| |                                                                           |  |  |  |  |  |  |  |  |  |  |  |  |  |  |  |
| | 13. Princesa Luisa Carolina de Hesse-Kassel                               |  |  |  |  |  |  |  |  |  |  |  |  |  |  |  |
| |                                                                           |  |  |  |  |  |  |  |  |  |  |  |  |  |  |  |
| |                                                                           |  |  |  |  |  |  |  |  |  |  |  |  |  |  |  |
| | 27. Princesa Luisa de Dinamarca y Noruega                                 |  |  |  |  |  |  |  |  |  |  |  |  |  |  |  |
| |                                                                           |  |  |  |  |  |  |  |  |  |  |  |  |  |  |  |
| |                                                                           |  |  |  |  |  |  |  |  |  |  |  |  |  |  |  |
| | 3. Princesa Dagmar de Dinamarca                                           |  |  |  |  |  |  |  |  |  |  |  |  |  |  |  |
| |                                                                           |  |  |  |  |  |  |  |  |  |  |  |  |  |  |  |
| |                                                                           |  |  |  |  |  |  |  |  |  |  |  |  |  |  |  |
| | 28. Príncipe Federico de Hesse-Kassel                                     |  |  |  |  |  |  |  |  |  |  |  |  |  |  |  |
| |                                                                           |  |  |  |  |  |  |  |  |  |  |  |  |  |  |  |
| |                                                                           |  |  |  |  |  |  |  |  |  |  |  |  |  |  |  |
| | 14. Príncipe Guillermo de Hesse-Kassel                                    |  |  |  |  |  |  |  |  |  |  |  |  |  |  |  |
| |                                                                           |  |  |  |  |  |  |  |  |  |  |  |  |  |  |  |
| |                                                                           |  |  |  |  |  |  |  |  |  |  |  |  |  |  |  |
| | 29. Princesa Carolina de Nassau-Usingen                                   |  |  |  |  |  |  |  |  |  |  |  |  |  |  |  |
| |                                                                           |  |  |  |  |  |  |  |  |  |  |  |  |  |  |  |
| |                                                                           |  |  |  |  |  |  |  |  |  |  |  |  |  |  |  |
| | 7. Princesa Luisa de Hesse-Kassel                                         |  |  |  |  |  |  |  |  |  |  |  |  |  |  |  |
| |                                                                           |  |  |  |  |  |  |  |  |  |  |  |  |  |  |  |
| |                                                                           |  |  |  |  |  |  |  |  |  |  |  |  |  |  |  |
| | 30. Federico, príncipe heredero de Dinamarca y Noruega                    |  |  |  |  |  |  |  |  |  |  |  |  |  |  |  |
| |                                                                           |  |  |  |  |  |  |  |  |  |  |  |  |  |  |  |
| |                                                                           |  |  |  |  |  |  |  |  |  |  |  |  |  |  |  |
| | 15. Princesa Luisa Carlota de Dinamarca                                   |  |  |  |  |  |  |  |  |  |  |  |  |  |  |  |
| |                                                                           |  |  |  |  |  |  |  |  |  |  |  |  |  |  |  |
| |                                                                           |  |  |  |  |  |  |  |  |  |  |  |  |  |  |  |
| | 31. Duquesa Sofía Federica de Mecklemburgo-Schwerin                       |  |  |  |  |  |  |  |  |  |  |  |  |  |  |  |
| |                                                                           |  |  |  |  |  |  |  |  |  |  |  |  |  |  |  |
| |                                                                           |  |  |  |  |  |  |  |  |  |  |  |  |  |  |  |

| Predecesor: Alejandro III | Emperador y autócrata de toda Rusia 1 de noviembre de 1894 - 15 de marzo de 1917 | Sucesor: Abolición de la monarquía Gobierno provisional de la República |

### En español
- Figes, Orlando (2000) [1996]. La revolución rusa (1891-1924). La tragedia de un pueblo. Barcelona: Edhasa. ISBN 84-350-2614-0.
- Meyer, Jean (2009). Rusia y sus imperios (1894-2005). Barcelona: Círculo de Lectores/Tusquets. ISBN 978-84-672-3435-0.
- Simon Sebag Montefiore. (2018) Los Románov. 1613-1918. Traducción de Joan Rabasseda. Barcelona: Crítica. ISBN 978-84-17067-76-2

### En ruso
- Documentos sobre la historia de la ejecución de la familia Románov. Archivo Estatal de la Federación de Rusia.
- Diario de Nicolás II en el cautiverio (2 de enero de 1917 - 30 de junio de 1918).
- Уткин А. И. Первая Мировая война — М.: Алгоритм, 2001. - Utkin A. I. Primera Guerra Mundial. Moscú: Algoritm, 2001
- Соколов Н. А. Убийство царской семьи. Судебное расследование. Берлин, 1925 - Sokolov N. A. Asesinato de la familia imperial. Instrucción penal. Berlín, 1925
- Янов, Александр. Спор о "вечном" самодержавии: от Грозного до Путина. Москва: Новый Xронограф, 2017. ISBN 9785948813967  - Yánov, Aleksandr. Discusión acerca de la "eterna" autocracia: de Iván el Terrible a Putin. Moscú: Novy Jronograf, 2017

### En francés y portugués
- Nicolás (1925). Journal intime de Nicolas II.: Traduction de Andre Pierre (en francés). Payot. p. 302.
- Pipes, Richard (1995). «História Concisa da Revolução Russa». 2008 (en portugués) (Best Seller). p. 434. ISBN 9788577990900.

### En inglés
- Dehn, Lili (1922). The Real Tsaritsa (en inglés). Thornton Butterworth. ISBN 5-300-02285-3.
- Golovine, Nicholas (1931). The Russian Army in the World War (en inglés). Elliots Books. ISBN 0317275534.
- Harcave, Sidney (1964). First Blood: The Russian Revolution of 1905 (en inglés). Macmillan. pp. 316.
- Massie, Robert K. (1967). Nicholas and Alexandra (en inglés). Atheneum. pp. 584. ISBN 978-0345438317.
- Massie, Robert K. (1995). The Romanovs: The Final Chapter (en inglés). Random House. pp. 308. ISBN 9780394580487.
- Massie, Robert K. (2000). Nicholas and Alexandra (en inglés). Ballantine Books. pp. 613. ISBN 9780345438317.
- Mikhaĭlovich, Aleksandr (1932). Once a grand duke (en inglés). Cosmopolitan book corporation, Farrar & Rinehart. p. 348. ISBN 9781905159024.
- Nicolson, Harold George (1952). King George the Fifth: his life and reign (en inglés) (Tercera edición). Constable. pp. 570. ISBN 9780094531819.
- Radziwill, Ekaterina; Vassili, Paul (1931). Nicholas II: the last of the tsars (en inglés). Cassell and company. p. 319. ISBN 9780140134346.
- Steinberg, Mark D.; Khrustalëv, Vladimir M.; Tucker, Elizabeth (1997). The Fall of the Romanovs: Political Dreams and Personal Struggles in a Time of Revolution (en inglés). Yale University Press. p. 464. ISBN 9780300070675.
- Tames, Richard (1972). apellido of the Tsars: The Life and Death of Nicholas and Alexandra (en inglés). Londres: Pan Books. pp. 65. ISBN 9780330029025.
- Telberg, George Gustav; Wilton, Robert; Sokolov, Nikolaĭ (1920). The last days of the Romanovs (en inglés). George H. Doran. pp. 428. ISBN 978-0312379766.
- Výrubova, Anna (1923). Memories of the Russian Court (en inglés). Londres: Macmillan. p. 400.
- Vorres, Ian (1985). The last grand-duchess: Her Imperial Highness Grand-Duchess Olga Alexandrovna, 1 June 1882 - 24 November 1960 (en inglés). Finedawn editorials. p. 256. ISBN 978-1552633021.
- Warth, Robert D. (1997). Nicholas II: the life and reign of Russia's last monarch (en inglés). Praeger. pp. 344. ISBN 9780275958329.